# Nghệ thuật Phật giáo

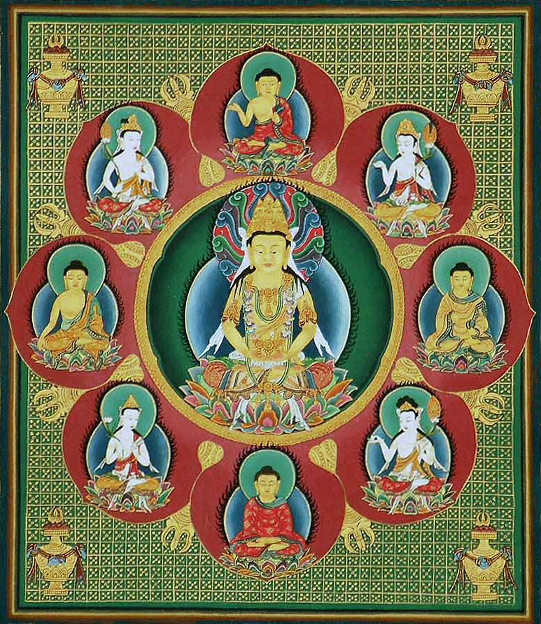
Thai tạng giới Mạn-đà-la (garbhadhātumaṇḍala)

Vòng Pháp luân

Nghệ thuật Phật giáo là sự phản ánh các khái niệm trong đạo Phật dưới các hình thức nghệ thuật khác nhau – nhất là các lĩnh vực kiến trúc, điêu khắc và hội họa có liên quan đến Phật, Pháp và Tăng – bắt đầu từ thời ban sơ trước đây 2.500 năm đã phát triển một hệ thống đồ tượng biểu trưng đa dạng và phức tạp. Nghệ thuật Phật giáo bắt nguồn từ tiểu lục địa Ấn Độ, ngay sau khi Phật Thích-ca Mâu-ni (≈563–483 TCN) viên tịch.
Trong thời kì tối sơ, nghệ thuật Phật giáo thuộc loại phi thánh tượng (tiếng Anh: aniconic), như vậy là chưa thể hiện hình tượng Phật dưới hình người. Thời kì hưng thịnh của nghệ thuật Phật giáo đầu tiên có lẽ là thời vua A-dục trị vì (≈268–232 TCN), ông đã đóng góp rất nhiều cho việc truyền bá Phật giáo tại Ấn Độ cũng như phổ biến đến các khu vực khác như Trung Á, Tích Lan, và ngay cả khu vực Đông Nam Á như các ghi nhận trong lịch sử.
Những hình tượng đầu tiên, đặc biệt là các tượng tạc hình Phật, xuất hiện vào khoảng thế kỉ thứ 1 CN ở các vùng Càn-đà-la (Gandhāra) và Ma-thâu-la (Mathurā). Với việc phổ biến Phật giáo đến những vùng Trung, Đông, và Đông Nam Á thì nghệ thuật Phật giáo lại trải qua nhiều ảnh hưởng của các nền văn hóa khác, thu nhận chúng và phát triển một hệ thống đồ tượng tinh tế và phức tạp.

## Thời kì phi thánh tượng – thế kỉ thứ 5 TCN đến thế kỉ thứ 1 CN

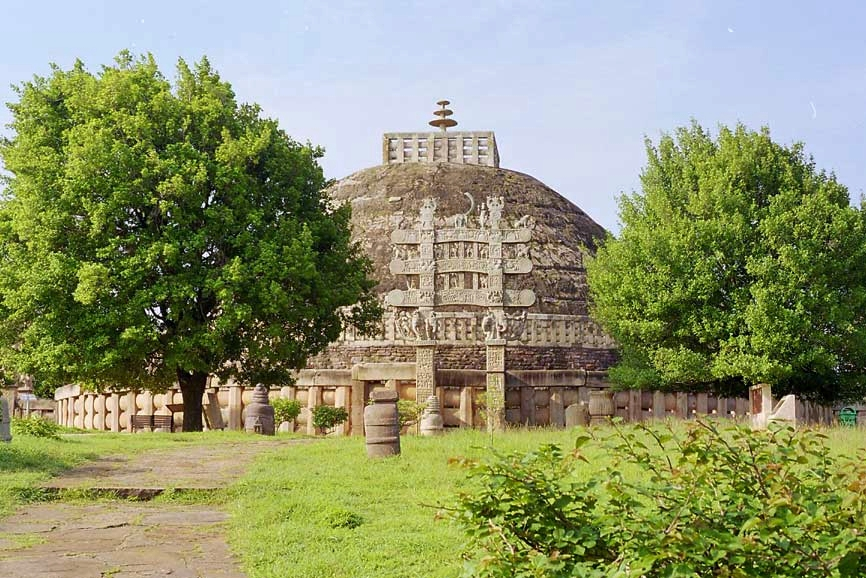
Đại tháp tại Kiến-chí (Ấn Độ, tk. 3 TCN)

Người ta không thể xác định rõ ràng nguồn gốc của nghệ thuật Phật giáo. Những tác phẩm nghệ thuật đầu tiên được xem là thuộc về Phật giáo xuất phát từ lĩnh vực kiến trúc. Đó là những Tháp-bà (zh. 塔婆, sa. stūpa, pi. thūpa), thường được gọi tắt là "tháp", ban đầu có cấu trúc vòm và là nơi chứa Xá-lợi (sa. śarīra) của Phật. Ở các tháp này, người ta cũng tìm thấy những minh họa nghệ thuật cổ nhất dưới dạng chạm trổ (relief sculpture). Tuy nhiên, các tác phẩm này không có những nội dung đặc thù Phật giáo – có nhiều cảnh được miêu tả rất có thể có nguồn trước Phật giáo, ví dụ như hình của một phụ nữ đang sầu muộn, lõa thể với búi tóc xõa, hoặc các loại La-sát, những thần linh đã có trong truyền thống Ấn Độ giáo. Nhiều hình chạm trổ mang những nét đặc thù Phật giáo xuất hiện trong thế kỉ thứ 2 TCN.
Mặc dù nghệ thuật Ấn Độ đã có truyền thống điêu khắc hình người trước đó rất lâu, nhưng Phật ban đầu không được trình bày dưới hình người, mà thông qua các hình ảnh ẩn dụ như hoa sen, cây bồ đề, bánh xe pháp luân. Thường thì Phật và giáo lý của Phật được thể hiện bằng những biểu trưng khác nhau và chúng đã trở thành những thành phần chính trong nghệ thuật Phật giáo đến ngày nay.
- Hoa Sen (liên hoa 蓮華, sa. padma, kamala, puṇḍarīka): vì không để nước và chất bẩn bám vào lá, là biểu tượng của sự trong sạch và Phật tính trong mỗi chúng sinh. Hoa sen dưới dạng mãn khai hoặc dạng bán khai cũng là biểu tượng của sự hạ sinh của thái tử Tất-đạt-đa Cồ-đàm.
- Bồ-đề thụ (zh. 菩提樹, sa. aśvattha, bodhiruma, bodhitaru, lat. ficus religiosa). Tương truyền Phật đắc đạo dưới cây này và vì vậy nó mang tên "bồ-đề", là cách phiên âm của từ "giác ngộ". Nhưng biểu tượng này cũng đã có nguồn từ những phong tục tín ngưỡng lực phồn thực vốn sẵn có trong xã hội Ấn Độ trước Phật giáo, được xem là "cây của sự sống". Thỉnh thoảng người ta cũng thấy cách trình bày một toà ngồi trống dưới cây bồ-đề, nhắc đến sự thành đạo của Phật.
- Pháp luân (zh. 法輪, sa. dharmacakra) - bánh xe (cakra) pháp (dharma), tượng trưng cho Tứ thánh đế và Bát chính đạo. Nhưng Pháp luân cũng nhắc đến lần Phật thuyết pháp đầu tiên tại Lộc Dã uyển, được gọi là lần đầu tiên "quay bánh xe pháp" (zh. 轉法輪, sa. dharmacakrapravartana) và qua đó, phổ biến Phật pháp khắp nơi trên thế gian. Pháp luân vừa được thể hiện qua những hình điêu khắc nổi, vừa được chạm trổ trên đỉnh các cột trụ mà vua A-dục đã dựng trên khắp vương quốc của ông (xem thêm A-dục vương thạch khắc văn).
- Sư tử (zh. 獅子, sa. siṃha), biểu tượng của sự cai trị và hoàng gia của vị Phật lịch sử Thích-ca Mâu-ni ("Trí giả trầm lặng của dòng Thích-ca"). Thời vua A-dục, người ta cũng gọi Phật là Thích-ca Sư tử (sa. śākyasiṃha), "Sư tử xuất thân từ dòng Thích-ca". Tương tự Pháp luân, sư tử cũng là một biểu tượng của Phật giáo được vua A-dục đặt trên những cột trụ của ông. Quốc huy Ấn Độ hiện nay là một cột trụ có hình sư tử xuất phát từ Sarnath.

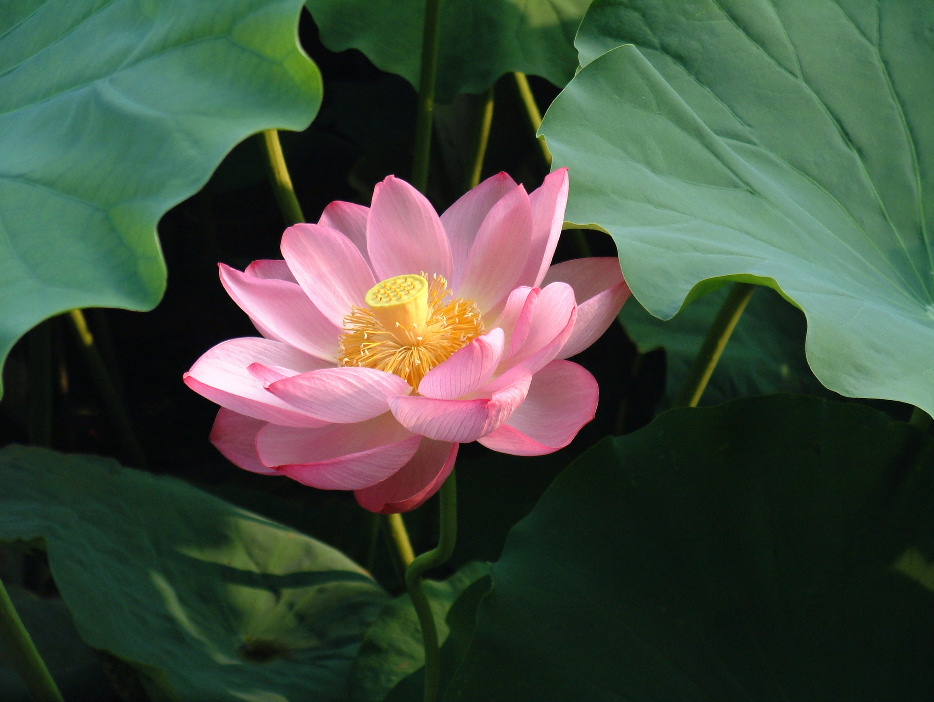
Gần bùn mà chẳng hôi tanh mùi bùn
Sư tử (Ấn Độ, thế kỉ 3 TCN)
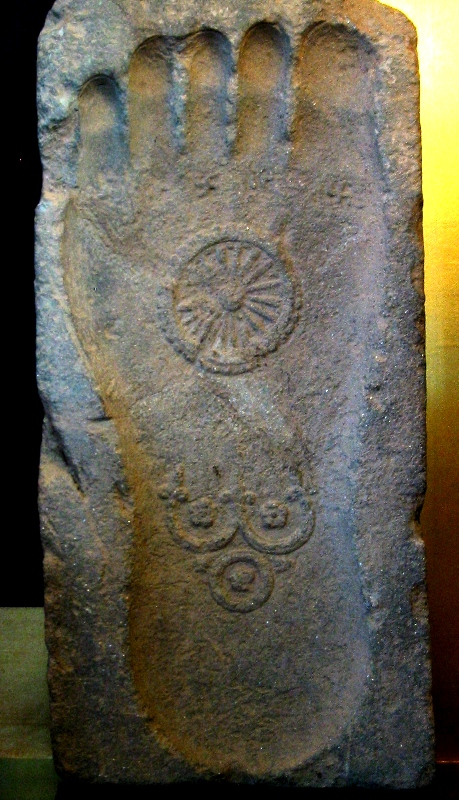
Bàn chân Phật trên đá (Phật túc thạch 佛足石, sa. buddhapada, thế kỉ 1 Càn-đà-la)

- Phật túc thạch (zh. 佛足石, sa. buddhapada)- bàn chân Phật trên đá, được xem là một biểu trưng cho sự "khắc Phật pháp" vào thế giới của Phật Thích-ca. Thông thường, biểu tượng này thường đi cùng với hàng loạt biểu tượng khác, ví như pháp luân, bát cát tường (zh. 八吉祥, sa. aṣṭamaṅgala), v.v.
- Tháp-bà (zh. 塔婆, sa. stūpa, pi. thūpa), tượng trưng cho vũ trụ, đặc biệt là Niết-bàn.

Trong thế kỉ thứ 2 và đầu thế kỉ 1 TCN, các tác phẩm hình tượng, điêu khắc, và hội họa dưới nhiều dạng như đai viền trang trí (en. frieze), bài vị thờ cúng (en. votive tablet) miêu tả các giai đoạn trong cuộc đời đức Phật, ngày càng quan trọng và phổ biến vì chúng được xem là những tác phẩm nghệ thuật minh họa Phật pháp cho người không biết đọc. Mặc dù hình người được trình bày trong các tác phẩm này nhưng Phật vẫn được miêu tả bằng những biểu tượng nêu trên. Nguyên nhân ở đây có thể là một lời nói của Phật trong Trường bộ kinh và theo đó, Phật không tán thành việc trình bày ngài trong tranh tượng sau khi ngài nhập Niết-bàn. Theo các nhà sử học tôn giáo thì có lẽ các nghệ nhân, tăng sĩ thời đó thấy việc miêu tả một nhân vật đã vượt ra khỏi vòng sống chết, đã lìa xa tất cả những việc đời thường cũng như vật chất, tâm thức,... bằng hình tượng là một việc không thể thực hiện.

## Thời kì thánh tượng - thế kỉ thứ 1 đến nay

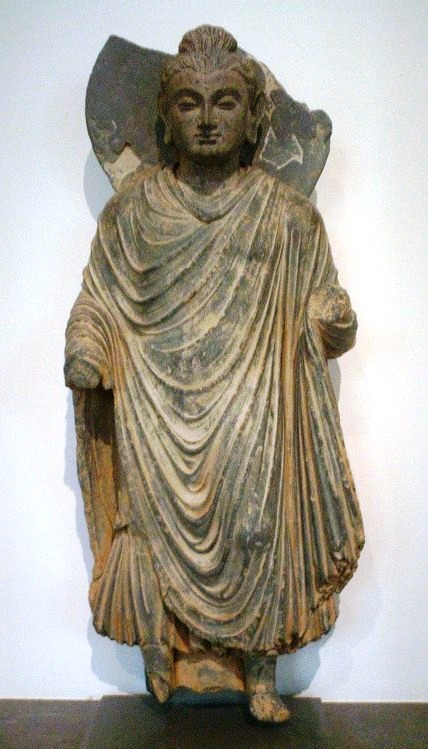
Càn-đà-la, thế kỉ 1.

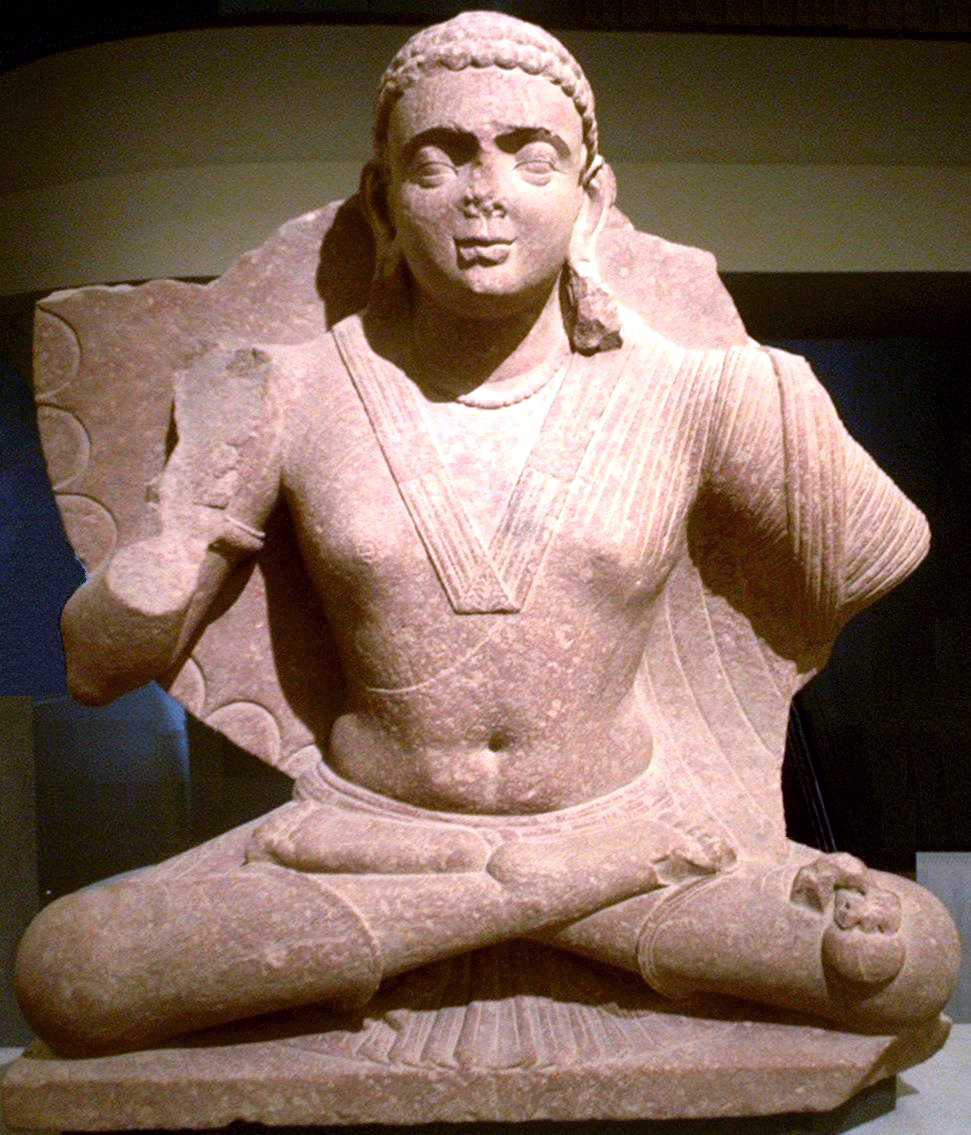
Bồ Tát Di-lặc, Ma-thâu-la, thế kỉ 2.

Tại Nam Ấn Độ, truyền thống biểu hiện Phật bằng biểu tượng vẫn còn được gìn giữ đến thế kỉ thứ 2 (xem trường phái A-ma-la-bà-đề, sa. amāravatī). Nhưng trong thế kỉ 1, hình tượng trình bày đức Phật đầu tiên đã xuất hiện ở hai khu vực miền Bắc Ấn. Một số nhà nghiên cứu cho rằng, hình tượng Phật có thể đã xuất hiện trước đó nữa, nhưng vì được khắc hoặc vẽ trên những vật liệu nhanh mục như gỗ, vải hoặc lá cọ nên chúng không thể lưu dấu tích để chứng minh. Tuy nhiên, cho đến bây giờ người ta vẫn chưa tìm được một bằng chứng cho giả thuyết này từ phía khảo cổ học.

### Càn-đà-la và Ma-thâu-la
Tại khu vực Càn-đà-la (vị trí hiện nay là miền Đông Afghanistan, miền Tây Bắc Pakistan và có thời kì lấn sâu vào Punjab) và Ma-thâu-la (phía nam thủ đô Delhi của Ấn Độ ngày nay), các trào lưu nghệ thuật trình bày Phật dưới hình người xuất hiện gần như cùng lúc và ảnh hưởng lẫn nhau. Nhưng người ta vẫn chưa xác định được việc trình bày Phật dưới hình người thực sự có trước ở miền nào. Trong mọi trường hợp, phong cách của các nghệ nhân Ma-thâu-la chịu ảnh hưởng Ấn Độ giáo truyền thống trong khi nghệ thuật Càn-đà-la lại phản ánh ảnh hưởng của nghệ thuật Hi Lạp vốn đã có mặt ở đó hơn vài thế kỉ. Trong cuộc viễn chinh cuối Alexander Đại đế (356 – 323 TCN) đã chiếm đóng được Taxila (gần Peshawar), là thủ đô kể từ thời vua người Achaemenid là Darius I (549 - 486 TCN). Càn-đà-la trở thành một phần của khu vực cai trị rộng lớn của Alexander Đại đế và tiếp tục là khu vực cai trị của Hi Lạp sau khi ông qua đời. Do vậy, ở nơi này, tín ngưỡng Phật giáo và truyền thống nghệ thuật cũng như mĩ học Cổ Hi Lạp và sau đó mĩ học địa phương La Mã đã hòa hợp nhau. Trong thế kỉ 1, cả Càn-đà-la và Ma-thâu-la đều bị vương triều Quý Sương (zh. 貴霜王朝, Kuṣāṇa) chiếm đóng và chịu ảnh hưởng của nó nhiều thế kỉ (tk. thứ 5 vương triều mới rơi vào tay quân Bạch Hung - Hephthalite). Trong thời gian này, vua Ca-nị-sắc-ca (zh. 迦膩色迦, sa. Kaniṣka) giữ một vai trò quan trọng với việc ủng hộ Phật giáo nói chung và nghệ thuật Phật giáo nói riêng.
Sự hòa hợp và ảnh hưởng lẫn nhau của nghệ thuật mang đậm sắc thái Ấn Độ tại Ma-thâu-la và của nghệ thuật mang dấu ấn Hi Lạp tại Càn-đà-la đã tạo ra một dạng nghệ thuật căn bản cho tất cả các trường phái nghệ thuật Phật giáo sau này, đó là Phật giáo Hy Lạp.
Mặc dù không xác định được những đồ tượng miêu tả Phật dưới nhân dạng xuất phát từ nơi nào, nhưng trong các tượng được tạc, người ta vẫn thấy được những dấu tích của hai truyền thống nguyên thủy: tóc xoắn, pháp y che hai vai, giày hoặc những nét trang trí với những chiếc lá Acanthus được xếp theo trật tự Ca-lâm-đa (Corinthian order) được xem là bắt nguồn từ Càn-đà-la. Ngược lại, pháp y với những nét tinh tế hơn và chỉ che bên vai trái, đài hoa sen làm chỗ ngồi của Phật cũng như Pháp luân trong bàn tay của ngài được xem có nguồn từ Ma-thâu-la.
Tại Ấn Độ, nghệ thuật Phật giáo tiếp tục phát triển trong các thế kỉ tiếp theo trên cơ sở này. Đáng kể là nghệ thuật của các nhà tạc tượng tại Ma-thâu-la, đặc biệt là việc sử dụng sa thạch đỏ làm chất liệu trong thời kì vương triều Cấp-đa (Gupta, tk 4-6). Nơi đây, các sắc thái nghệ thuật chính được kết tụ trong thế kỉ thứ 7-8, được xem là tiêu chuẩn cho hầu hết tất cả những nước ở châu Á có truyền thống Phật giáo sau này: thân và tứ chi của Phật thanh nhã và cân xứng, lỗ tai dài có lỗ bấm nhắc đến thời kì ngài còn là thái tử Tất-đạt-đa, búi tóc trên đầu gợi nhớ lại thời Phật tu khổ hạnh như một Du-già sư (sa. yogin) và cuối cùng, cặp mắt chỉ hé mở, không nhìn người đối diện mà chỉ hướng nội thiền định. Từ đó về sau, cách trình bày Phật đều mang những nét hiện thực được lý tưởng hóa.
Tại Ấn Độ, từ thế kỉ thứ 10 trở đi, Phật giáo và nền nghệ thuật hệ thuộc dần dần bị Ấn Độ giáo trong lúc đang phục hưng lấn át. Sau đó, Ấn Độ bị Hồi giáo từ phương Tây xâm chiếm, Phật giáo gần như hoàn toàn bị mai một ở xứ Ấn.
Cùng với sự phổ biến Phật giáo, nhiều trường phái nghệ thuật Phật giáo xuất hiện song song với các trường phái giáo lý Phật giáo lớn như là Phật giáo Bộ phái, Đại thừa và Kim cương thừa. Các trường phái này có nhiều điểm giống nhau, nhưng mặt khác cũng phát triển những nét rất đặc thù. Thông thường, người ta phân biệt giữa hai nhánh chính, đó là Nghệ thuật Phật giáo Bắc truyền (Đại thừa) và Nghệ thuật Phật giáo Nam truyền (Tiểu thừa). Trong khi các thành phần đối xứng và tư thế ngày càng được nghệ thuật Bắc truyền lý tưởng hóa nhằm ứng đáp quan điểm Phật là "xuất thế nhân", mang những đặc tướng siêu việt thì các trường phái Nam truyền có vẻ vẫn biểu hiện Phật với những nét của "thế nhân", xem Phật vẫn là một người, mang thân thể của con người.

### Phật giáo Bắc truyền

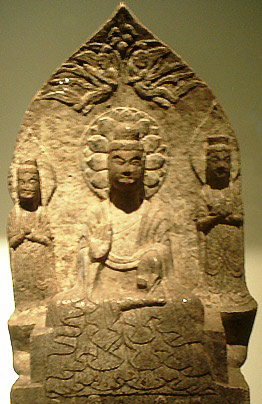
Phật Thích-ca Mâu-ni (nhà Nguỵ, Trung Quốc, tk. 6)

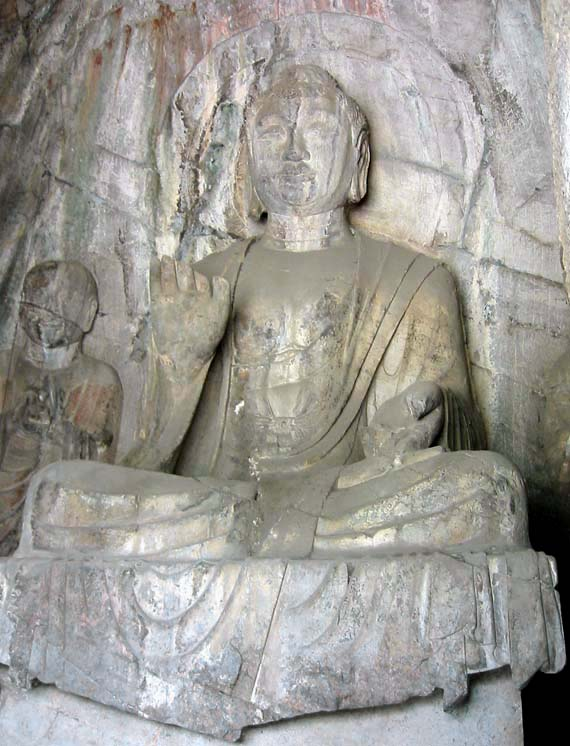
Phật A-di-đà tại Long Môn (Trung Quốc, nhà Đường, tk 7-9)

Bồ Tát Di-lặc (Lạc Sơn, Trung Quốc, tk. 8)

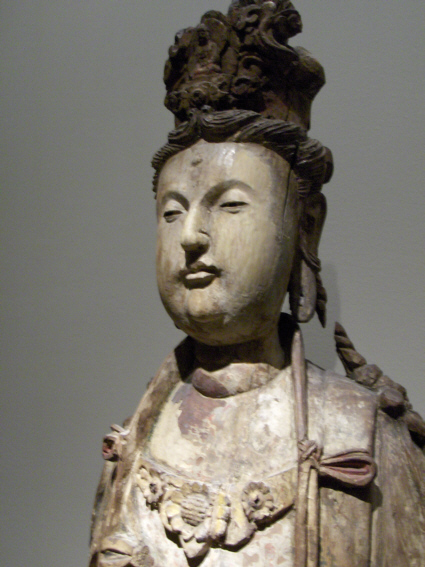
Bồ Tát Quán Thế Âm với tượng Phật A-di-đà trên đỉnh đầu (nhà Tống, Trung Quốc, tk. 13)

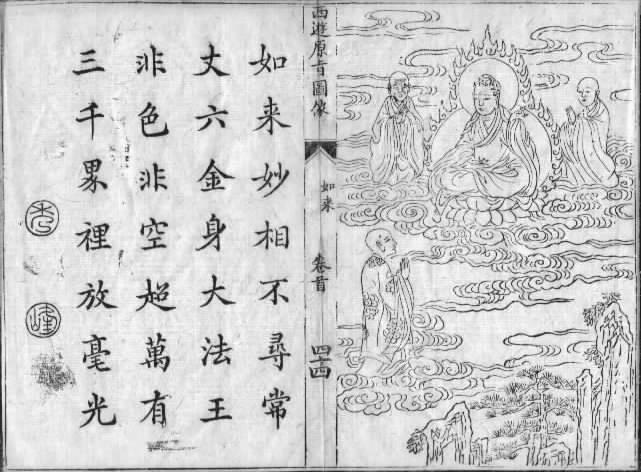
Nhà Minh (Trung Quốc, tk. 16)

Phật giáo Bắc truyền dưới dạng Đại thừa được truyền bá có gốc xuất phát là Càn-đà-la, trước hết xuyên Con đường tơ lụa đến Trung Á và Trung Quốc, sau đó tiếp tục đến Hàn Quốc, Nhật Bản và Việt Nam. Một cung cách riêng với hệ thống đồ tượng rất đa dạng và đặc thù được tìm thấy trong Kim cương thừa tại Tây Tạng. Phật giáo Bắc truyền, như trường hợp Đại thừa nói chung, được đánh dấu bằng một hệ thống đồ tượng phức tạp với rất nhiều vị Phật và Bồ Tát khác nhau.

#### Trung Á
Khu vực ảnh hưởng Phật giáo Càn-đà-la tồn tại đến thế kỉ thứ 7, khi Hồi giáo bắt đầu chiếm lĩnh phần lớn khu vực Trung Á. Song song với những tác phẩm xác lập phong cách của các nhà điêu khắc, các tượng Phật tại Ba-mễ-dương (Bāmiyān) cũng thuộc vào những di sản của nền văn hóa Phật giáo đầu mùa này.
Vì địa thế đặc biệt nên Trung Á luôn là một địa điểm hội tụ của các nền văn minh cổ - văn minh Trung Hoa bên phía Đông, văn minh Ấn Độ và Ba Tư ở miền Nam, sau đó là các nước dưới quyền Alexander Đại đế, vương triều Tắc-lưu-tây (en. seleucid), và cuối cùng là văn minh La Mã từ miền Tây. Người Hán đã tiếp xúc với văn minh Hy Lạp trong thế kỉ thứ 2 TCN trong thời kì bành trướng sang hướng Tây. Những mối quan hệ ngoại giao được thành lập và cuối cùng, các tuyến lộ thương mại xuất hiện, được biết đến ngày nay dưới tên "Con đường tơ lụa". Phật giáo được phổ biến dọc theo con đường này. Tháp, tự viện, và một số vương quốc Phật giáo nhỏ được kiến lập trong những ốc đảo bên cạnh Con đường tơ lụa. Rất nhiều công trình kiến trúc và đồ tượng của thời kì này còn được tìm thấy tại nhiều vùng phía đông của Trung Á, miền Tây Bắc Trung Quốc hiện nay (Thổ Nhĩ Kỳ Tư Thản - Turkestan - Bồn địa Tháp-lí-mộc - Tarim Basin - và Tân Cương), chẳng hạn như những bức hoạ và chạm trổ trên tường trong một loạt tự viện được xây trong hang đá, những bức tranh được vẽ trên vải, tượng đá và những khí cụ được dùng trong nghi lễ. Đặc biệt là những tác phẩm cổ nhất ở đây cho thấy rõ ảnh hưởng của nghệ thuật Càn-đà-la. Ngay cả văn bản được viết bằng chữ Kharoṣṭhī của vùng Càn-đà-la cũng được tìm thấy ở những ốc đảo. Với sự phát triển quan hệ thương mại, ảnh hưởng của Trung Quốc tăng trưởng rất nhanh, văn hóa và nghệ thuật của những dân tộc sống dọc theo Con đường tơ lụa sau cũng biến đổi theo.

#### Trung Quốc
Truyền thuyết cho rằng, thời vua A-dục trị vì (thế kỉ thứ 3 TCN) đã cử nhiều vị tăng đến Trung Quốc truyền đạo. Việc truyền bá Phật giáo đến Trung Quốc được ghi nhận rõ ràng bắt đầu vào thế kỉ thứ 1 CN. Từ thế kỉ thứ 4 trở đi, người ta có thể tìm thấy một nghệ thuật Phật giáo tự lập và đa dạng, đặc biệt trong lĩnh vực tạc tượng, vẽ tranh trên tường và sau đó, dưới dạng tranh cuốn (Thangka). Ngoài vị Phật lịch sử Thích-ca Mâu-ni, tranh tượng còn trình bày Phật A-di-đà, Đại Nhật và các vị Bồ Tát khác (Quán Thế Âm,...).
Các vương triều miền Bắc - Bao gồm khu vực cai trị của các vương triều (Bắc Ngụy 北魏, Đông Ngụy 東魏, Tây Ngụy 西魏, Bắc Tề 北齊, Bắc Chu 北周) về mặt địa lý đều rất xa nguồn gốc Phật giáo tại Ấn Độ. Trong thế kỉ thứ 5-6, một phong cách nghệ thuật rất đặc thù được hình thành, bao gồm những thành phần biểu đạt trừu tượng có tính chất sơ đồ. Ban đầu, cách trình bày còn mang những đặc điểm được tìm thấy trong các hình tượng thần linh truyền thống bản địa: trán rộng, sống mũi thon, sắc nét và miệng nhỏ cười mỉm. Hào quang không tròn với mũi nhọn đưa lên tương tự một chiếc lá. Chỗ thờ cúng và tưởng niệm thường được trình bày trong hang động theo truyền thống Ấn Độ (xem A-chiên-đà). Các hình tượng thường được biểu hiện dưới dạng chạm trổ, đục từ vách đá ra. Những di tích quan trọng và nổi tiếng nhất được tìm thấy trong những hang đá tại Long Môn (Long Môn thạch quật, bắt đầu từ thế kỉ thứ 5 nhà Bắc Nguỵ, nhà Đường; gần Lạc Dương, tỉnh Hà Nam). Đến thế kỉ thứ 6 người ta còn tìm thấy nhiều hình tượng được làm bằng đất nung, sau đó tượng đồng ngày càng xuất hiện nhiều hơn và cũng được truyền đến Hàn Quốc.
Nhà Đường - Hai vương triều kế đến là nhà Tùy và nhà Đường lại chú tâm đến các tài liệu gốc Ấn Độ hơn. Nhiều cao tăng Trung Quốc đã sang Ấn Độ trong thời gian giữa thế kỉ thứ 4 và 11. Một trong những cao tăng du học trong thế kỉ thứ 7 được nhắc đến là Huyền Trang và nhờ vị này mà người ta có được một bài tường thuật về các tượng Phật tại Ba-mễ-dương. Cuộc giao lưu văn hóa giữa Trung Quốc và Ấn Độ dưới vương triều Cấp-đa đã dẫn đến sự một kiện quan trọng là: từ lúc này, nghệ thuật Phật giáo Trung Quốc ngày càng có xu hướng đi sát với nghệ thuật Ấn Độ; Nếu tranh tượng của các vị Phật và Bồ Tát trước đây thon gầy và theo truyền thống Càn-đà-la, mang pháp y có nhiều nếp pli phủ từ cổ xuống chân, thì giờ đây, thân thể của chư vị có vẻ "mập" hơn và cũng có một phần thân không được che phủ (vai bên phải, bán thân phía trên). Cổ của chư vị có ba "ngấn thẩm mĩ", mô típ hoa sen ngày càng được dùng như một thành phần trang trí, hào quang giờ đây có hình tròn. Mặc dù tư thế được trình bày vẫn còn cứng và không tự nhiên, nhưng gương mặt lại mang những nét dễ gần và tự nhiên hơn. Kể từ thế kỉ thứ 7 người ta lại thấy một phong cách nghệ thuật mới: gương mặt tròn trịa, bộ tóc được trang điểm phức tạp hơn với nhiều trang vật khác nhau. Song song với nghệ thuật tạc tượng, ban đầu hội họa trên vách của các tự viện và thạch động là chủ yếu. Nhưng đến cuối đời nhà Đường thì một phong cách hội họa đặc thù được phát triển trên những bức tranh cuốn. Các nghệ nhân thời đó thường lấy hình tượng các vị Bồ Tát hoặc chư thiên, hộ thần đã được thuyết phục ủng hộ Phật pháp - vốn được trang trí rực rỡ hơn - làm mô típ thay vì lấy hình tượng giản dị của Phật Thích-ca Mâu-ni. Nhà Đường rất rộng mở cho những ảnh hưởng bên ngoài. Trong thế kỉ thứ 9, vào khoảng cuối nhà Đường, sự phóng khoáng nghệ thuật này cuối cùng đã chuyển biến thành cực biên khác. Vào năm 845, Đường Vũ Tông (武宗 814–846, tức Lý Viêm 李炎) ra lệnh đàn áp tất cả những "tôn giáo ngoại lai" như Cảnh giáo (景教, Nestorianism), Toả-la-á-tư-đức giáo (瑣羅亞斯德教, Zoroastrianism) và Phật giáo. Tự viện Phật giáo bị đóng cửa và Phật tử giờ đây bị đàn áp, buộc phải ẩn náu tu hành. Phần lớn những thành tích nghệ thuật đời Đường chỉ trong vài năm đã bị phá huỷ. Qua Pháp nạn này, sự phát triển của nghệ thuật Phật giáo tại Trung Quốc cũng bị đình chỉ gần như hoàn toàn.
Thiền tông - Là một trong những tông phái Phật giáo sống sót sau Pháp nạn 845, Thiền tông đã được chấn hưng vào đời nhà Tống (1126-1279). Các thiền viện lúc này cũng được xem là trung tâm của văn hóa và giáo dục. Từ thế kỉ 13 trở đi, Thiền tông chính thức được truyền sang Nhật Bản.
Xem thêm Phật giáo Trung Quốc

#### Hàn Quốc

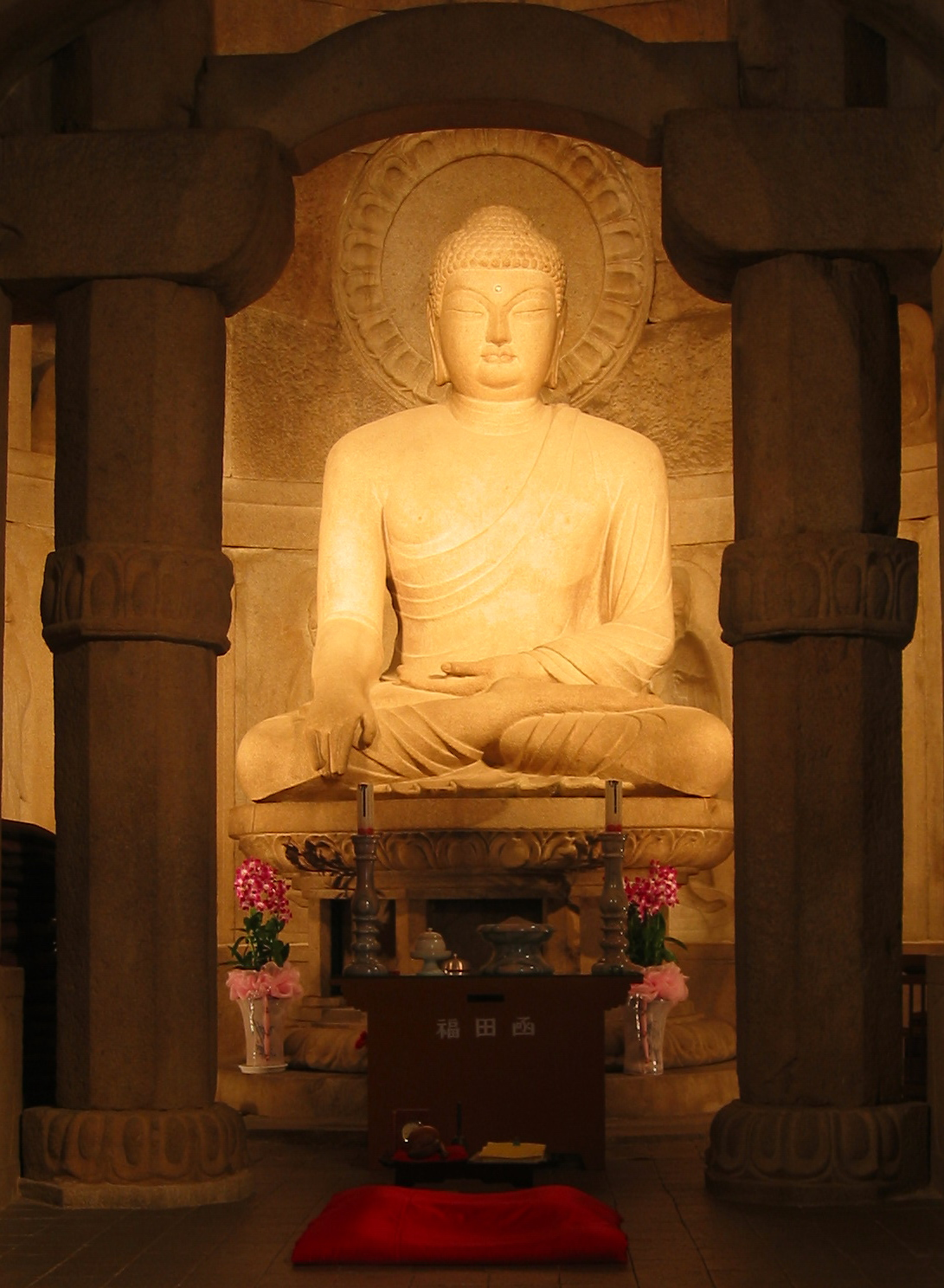
Hàn Quốc, thế kỉ 8-9

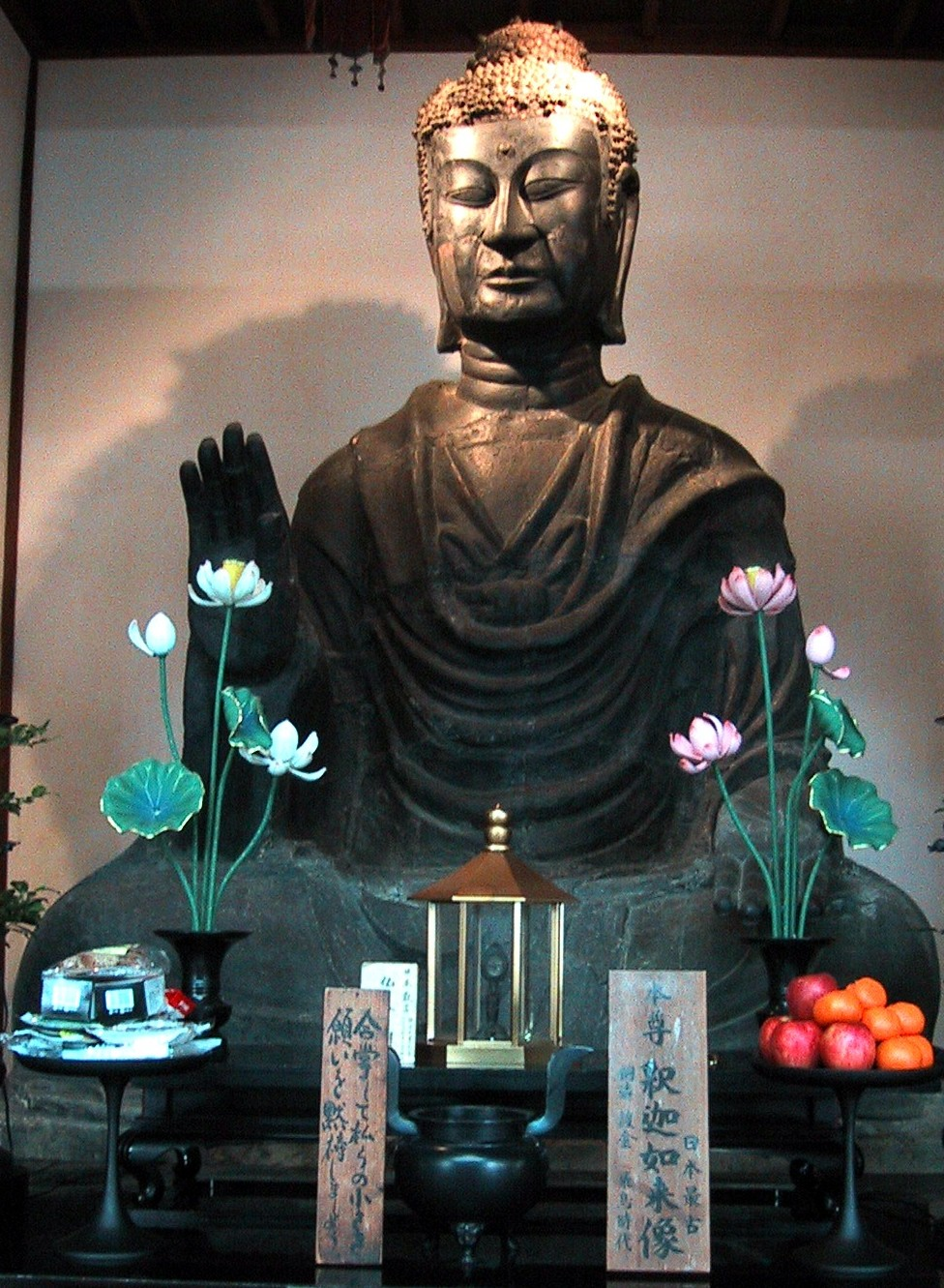
Tượng Phật Thích-ca tại Minh Nhật Hương Thôn (明日香村, ja. asuka-mura, Nhật Bản, 609). Đây là tượng Phật cổ nhất tại Nhật có ghi chính xác thời điểm hoàn tất.

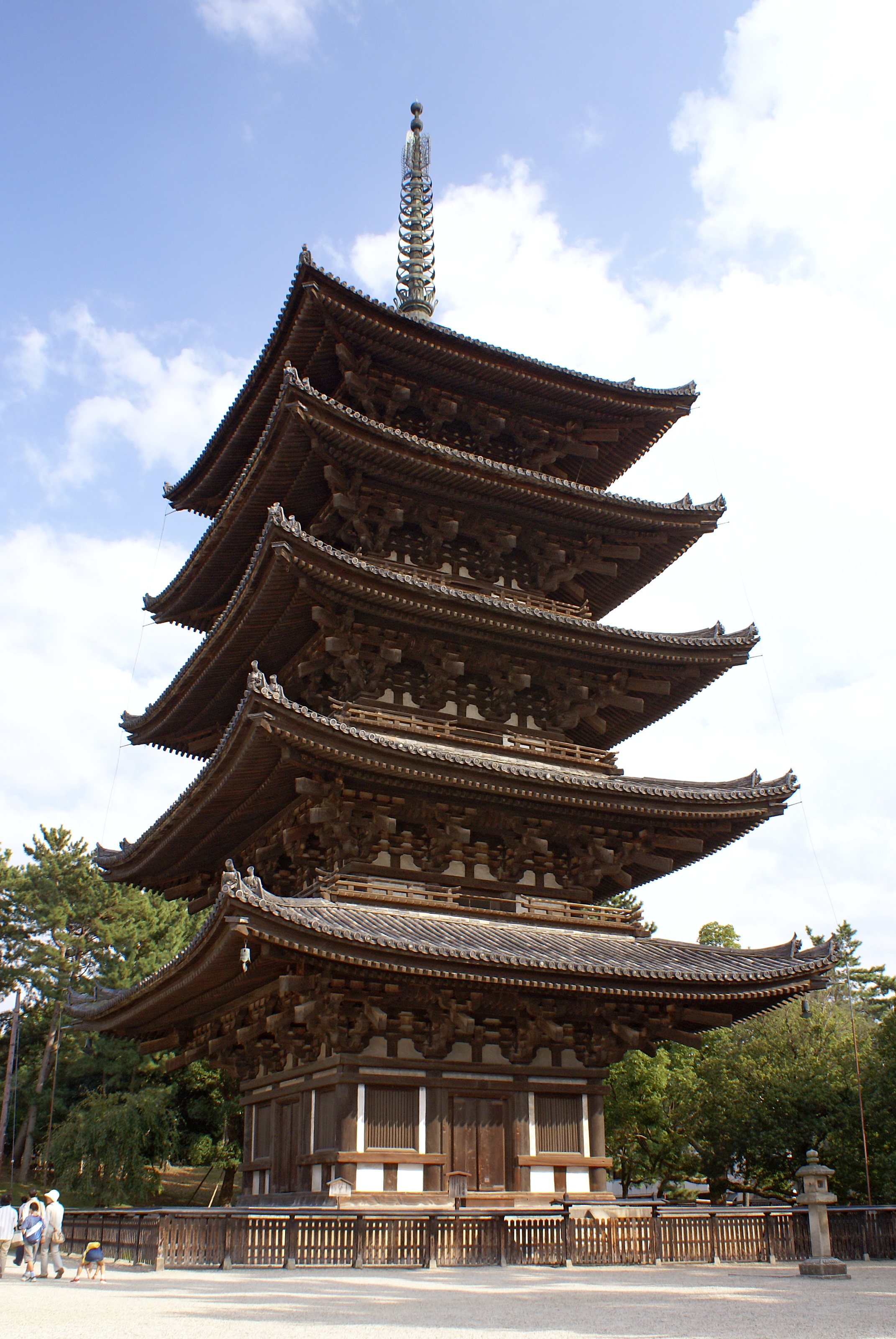
Ngũ Trùng tháp (五重塔) tại Hưng Phúc tự (興福寺), Nại Lương, Nhật Bản, tk. 8

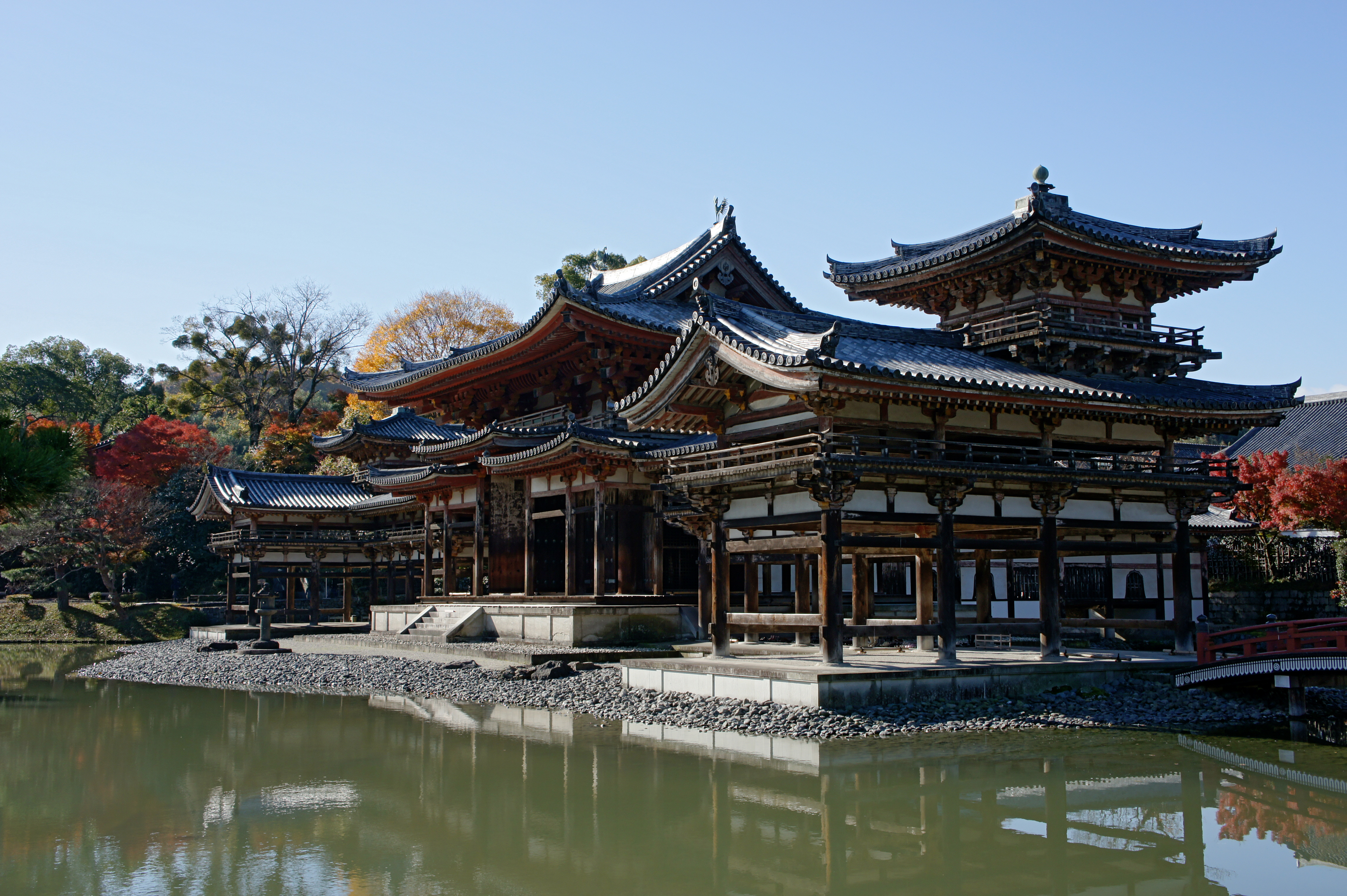
Bình đẳng có yếu tố (平等院, ja. Byodoin), Nhật Bản, thế kỉ 11

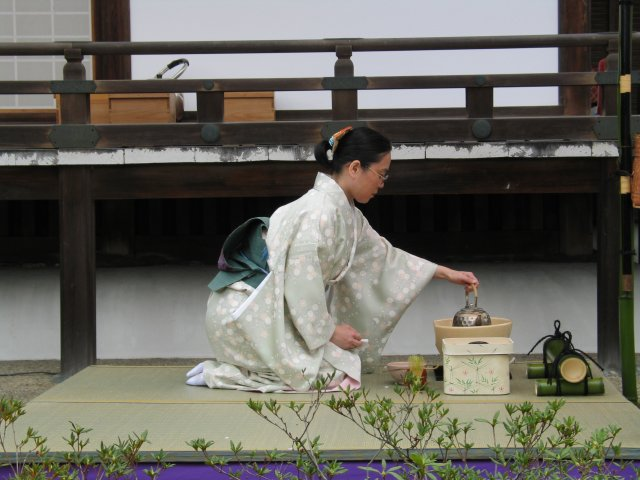
Nghi thức dùng trà

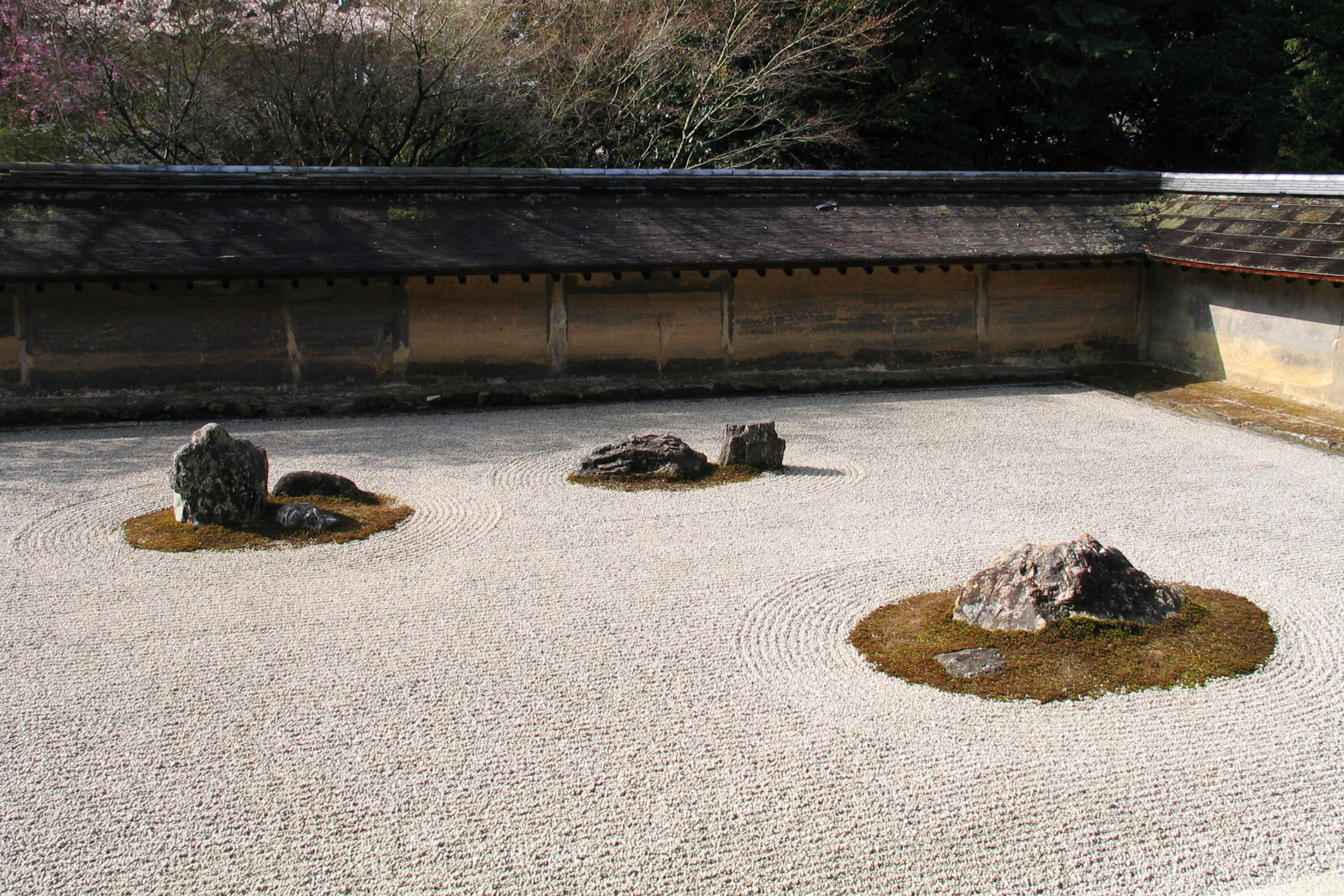
Nghệ thuật vườn Nhật (Nhật Bản đình viên 日本庭園)

Phật giáo được truyền sang Hàn Quốc trong thế kỉ thứ 6 từ Trung Quốc qua sự tiếp xúc với những bộ tộc thảo nguyên tại Trung Á và Bắc Á. Ban đầu, nghệ thuật Phật giáo Hàn Quốc chịu ảnh hưởng Trung Quốc cũng như ảnh hưởng của nghệ thuật truyền thống bản xứ: hình dạng trừu tượng nhưng đồng thời mang nhiều trang vật truyền thống. Tuy nhiên, khác với những hình tượng mang nhiều trang vật sặc sỡ của nghệ nhân Trung Quốc, người Hàn chuộng phong cách đơn giản, rõ ràng hơn như có thể thấy được ở phong cách biểu hiện các vị Phật siêu việt như Đại Nhật Phật. Truyền thống nghệ thuật này sau cũng có ảnh hưởng lớn tới nền Phật giáo Nhật Bản.

#### Nhật Bản
Phật giáo cũng được truyền sang Nhật Bản vào thế kỉ thứ 6 qua các tăng sĩ Hàn Quốc và Trung Quốc và đã được phổ biến trong thế kỉ 7. Vì địa thế ốc đảo đặc biệt, là miền cực Đông của Con đường tơ lụa nên nhiều truyền thống Phật giáo cũng như nghệ thuật Phật giáo vẫn được lưu tồn ở đây trong khi bị đàn áp và suy tàn ở những khu vực phương Tây khác như Ấn Độ, Trung Á và Trung Quốc. Trong lĩnh vực nghệ thuật thì ban đầu, phong cách Hàn Quốc được tiếp nối và có phần bị ảnh hưởng bởi phong cách nghệ thuật truyền thống Nhật Bản thời Minh Nhật (明日, ja. asuka, 593-710).
Thời đại Nại Lương (奈良, ja. nara, 710–794), nhiều nghệ nhân và tăng sĩ sang Trung Quốc học hỏi và mang các tranh tượng cũng như văn bản về bản xứ. Thời kỳ nhà Đường, nghệ thuật Phật giáo Trung Quốc mang nặng ảnh hưởng của vương triều Cấp-đa (sa. gupta) tại Ấn Độ, và vì vậy, ảnh hưởng này cũng được truyền sang Nhật Bản: Các bức tranh trên tường có nhiều nét giống các bức tranh trong những hang động tại A-chiên-đà (zh. 阿旃陀, sa. ajantā); nhiều nét của chủ nghĩa hiện thực - vốn đã có mặt trong thời Minh Nhật và chịu ảnh hưởng Hàn Quốc rõ rệt - tiếp tục được nhấn mạnh; các nếp pli (nếp xếp) của pháp y được đơn giản hóa và được làm rõ ràng hơn, đồng thời nụ cười mỉm trong các gương mặt đã nhường chỗ cho nét mặt yên tĩnh, êm dịu. Từ thế kỉ thứ 8, nghệ thuật Phật giáo Nhật Bản bắt đầu khác biệt phong cách của các nước láng giềng phương Tây. Các tượng Phật giờ đây có thân thể và tư thế hùng vĩ. Các bức tượng ngày càng được tạo với số lượng lớn bằng đất nung và gỗ (với kĩ thuật sơn đặc biệt của người Nhật) thay vì bằng đồng. Một trong những tượng Phật lớn và quan trọng nhất còn được đúc bằng đồng là tượng Đại Phật (ja. daibutsu) tại Đông Đại tự (zh. 東大寺, ja. tōdai-ji), được hoàn tất năm 749. Nhưng song song với đó, nhiều tự viện được kiến lập với những kiến trúc đặc biệt như Tháp ngũ tầng (Ngũ trùng tháp 五重塔 gojū-tō) tại Nại Lương, Đại Kim đường (大金堂, ja. daikondō) tại Pháp Long tự (zh. 法隆寺, ja. hōryū-ji) hoặc Hưng Phúc tự (興福寺, ja. kōfuku-ji). Hội họa và tranh thủy mặc (có phần được tô màu) hay được dùng để minh hoạ các bộ kinh, thường theo những mô típ và phong cách của nghệ thuật Trung Quốc và Trung Á.
Thời đại Bình An (平安, ja. heian, 794–1185) được đánh dấu bởi sự chuyên chú vào các nhánh Mật giáo với nhiều vị Phật siêu việt (Đại Nhật Phật, A-di-đà Phật, Di-lặc v.v...) và các vị Bồ Tát. Cùng với khuynh hướng này, một phong cách thoát li ảnh hưởng cũ (Đường, Cấp-đa) xuất hiện. Thời đại Bình An được xem là thời vàng son của nghệ thuật Phật giáo tại Nhật. Vật liệu điêu khắc được chuộng nhất là gỗ, thường được mạ vàng hoặc được sơn. Chỉ gỗ có hương mới được để nguyên không xử lý. Trong lĩnh vực hội họa, nhiều Mạn-đà-la xuất hiện, được các thế hệ sau xem là tiêu chuẩn và được sao lại rất nhiều. Kể từ thế kỉ 12, nghệ thuật tạo hình Nhật Bản tập trung vào cách trình bày này những mô típ thuộc trường phái tôn xưng Phật A-di-đà, tức là Tịnh độ tông hoặc Tịnh độ chân tông.
Nghệ thuật Phật giáo Nhật đạt đến đỉnh cao tột độ trong thời đại Liêm Thương (鐮倉, ja. kamakura, 1185–1333). Đặc biệt trong lĩnh vực tạc tượng, các nghệ nhân đã hoàn tất nhiều bức tượng đặc biệt tả chân bằng gỗ, thường được tô họa và trang trí với cặp mắt bằng thủy tinh. Ngoài các vị Phật và Bồ Tát, người ta cũng bắt đầu tạo tượng của các vị Cao tăng. Thêm vào đó, tuy không nhiều, một số tượng Phật vĩ đại được đúc tạo, ví dụ như tượng Đại Phật cao 11m tại viện Cao Đức (高徳院, ja. kōtokuin, 1252). Trong các bức tranh, khuynh hướng hiện thực được nhấn mạnh quá mức và nhiều bức tranh giờ đây xem lại lại giống như biếm hoạ.
Kể từ thế kỉ 12 và 13, một dạng Phật giáo rất đặc thù phát triển song song với các trường phái Tịnh độ tại Nhật, đó là Thiền tông. Thiền sư Minh Am Vinh Tây (明菴栄西, ja. myōan eisai) đã học Thiền tại Trung Quốc và sau đó khai sáng Lâm Tế tông tại Nhật. Đạo Nguyên Hi Huyền (道元希玄, ja. dōgen kigen) - một thời cũng là đệ tử của Vinh Tây - trở thành tổ khai sáng Tào Động tông sau đó. Nghệ thuật Thiền phát triển một loạt phong cách, hình thức rất đặc biệt, chẳng hạn như: Thư đạo (書道, ja. shodō), Nghệ thuật vườn Nhật (Nhật Bản đình viên 日本庭園), tranh mực tàu (mặc hội 墨絵, ja. sumi-e) hoặc thơ Bài cú (俳句, ja. haiku). Đặc điểm chung của tất cả các nghệ thuật trên là sự cố gắng thể hiện "bản chất" của các hiện tượng trên thế gian theo chủ nghĩa ấn tượng, không màu mè và nguyên lý bất nhị. Quá trình "tạo" một sản phẩm nghệ thuật ở đây không chỉ là một hành động sáng tạo đơn thuần, mà hơn nữa, được xem như một tiến trình tu tập, là biểu thị của tâm thức nỗ lực tiến đến giác ngộ "lập tức". Chính từ cơ sở này mà xuất phát nhiều nhánh nghệ thuật khác như Nghệ thuật cắm hoa (生け花, ikebana), Trà đạo (茶道, ja. sadō) hoặc nghệ thuật bắn cung, Cung đạo (弓道, ja. kyūdō). Cuối cùng thì, theo quan điểm nhà Thiền, mỗi hành động đều có thể được xem là một nghệ thuật hàm dung ý nghĩa thẩm mĩ và ý nghĩa tâm linh.
Ngày nay, tính về mặt dân số thì Nhật Bản là một trong những quốc gia Phật giáo lớn nhất. Người ta liệt kê được ở Nhật khoảng 80.000 ngôi chùa, trong đó có nhiều tự viện rất cổ, được kiến tạo bằng gỗ và được trùng tu đều đặn.

#### Tây Tạng và khu vựcHi Mã Lạp Sơn

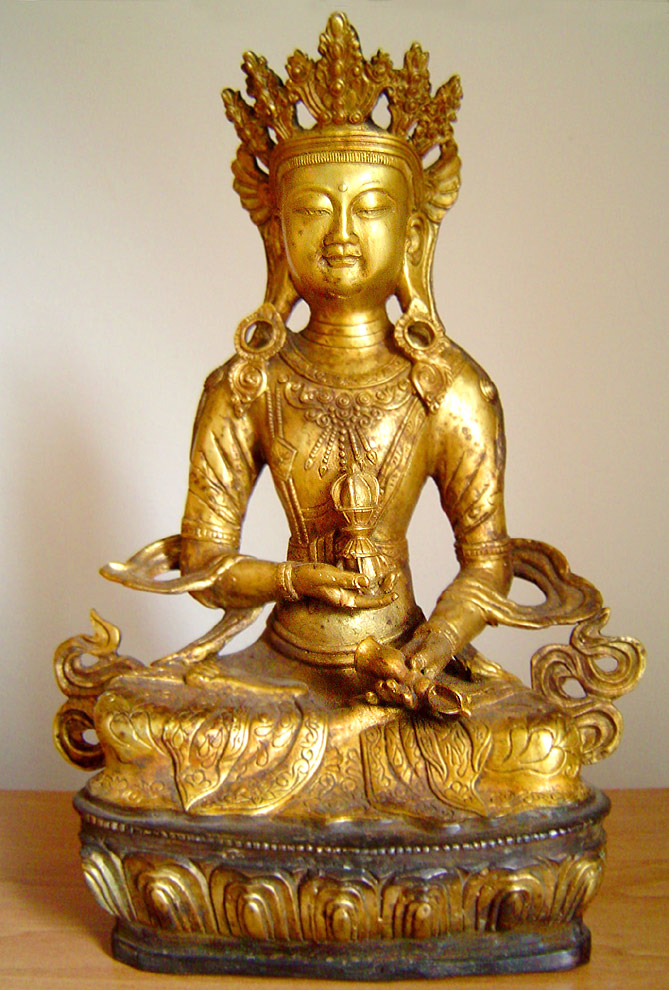
Tượng Kim Cương Tát-đoá (sa. vajrasattva) mạ vàng, Tây Tạng

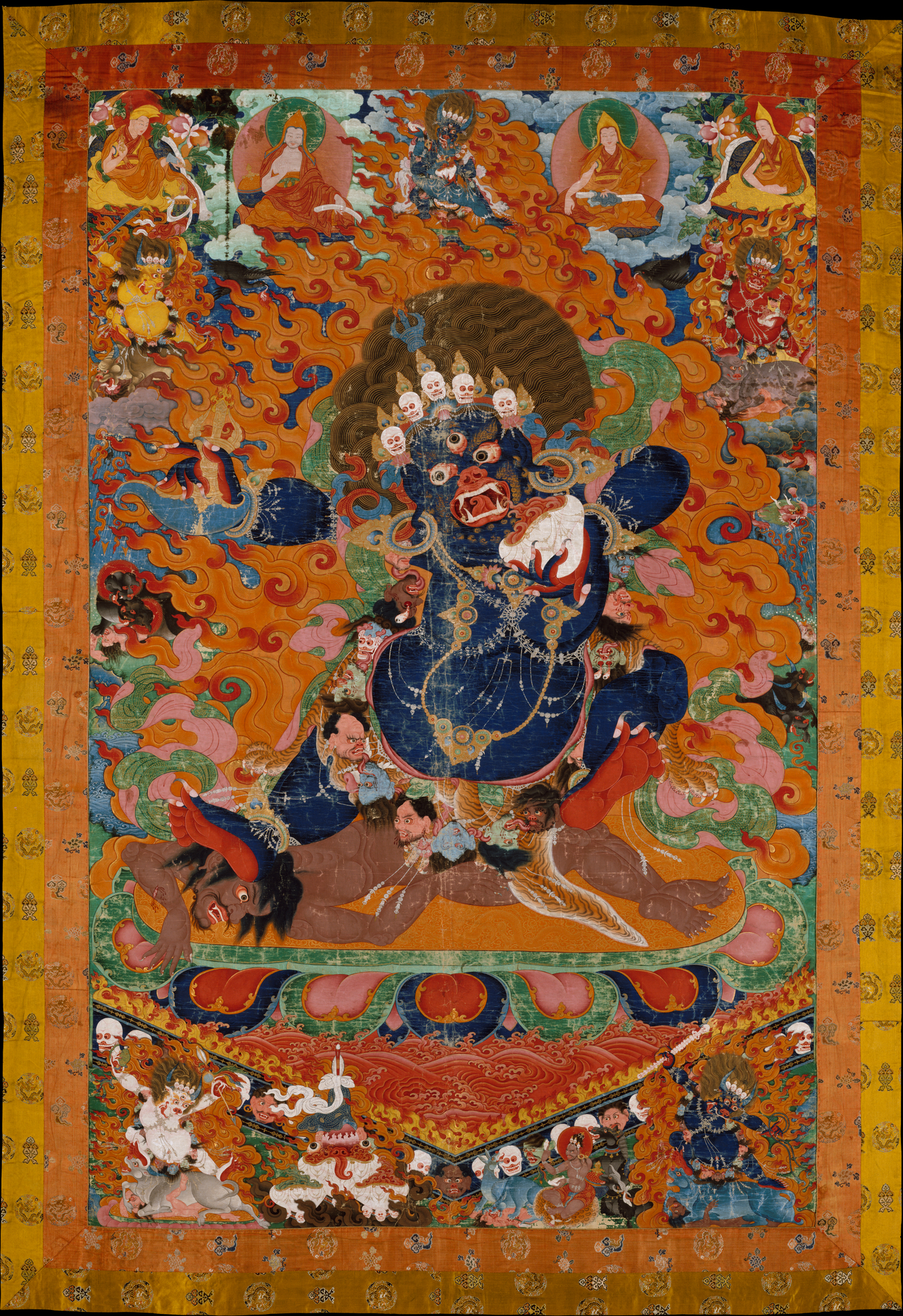
Dạ-ma (Tây Tạng, tk. 17-18)

Phật giáo Kim cương thừa - thường được các nhà Phật học châu Âu cho là một dạng Phật giáo "bí mật", dùng "huyền thuật" - là sự phối hợp giữa truyền thống Bà-la-môn/Ấn Độ giáo (dùng Chân ngôn, các phép Du-già, tế lễ), cũng được gọi là Đát-đặc-la giáo (sa. tantrayāna), và giáo lý truyền thống của đức Phật. Trong thế kỉ thứ 8-9, Kim cương thừa được Đại sư Liên Hoa Sinh (sa. padmasambhava), vốn xuất thân từ khu vực Càn-đà-la, truyền sang Tây Tạng. Ban đầu, nghệ thuật Phật giáo Kim vương thừa Tây Tạng chịu ảnh hưởng của nghệ thuật Phật giáo Hy Lạp cũng như ảnh hưởng của Bengal và Trung Quốc.
Một trong những phát triển nghệ thuật quan trọng nhất của Phật giáo Tây Tạng là các Mạn-đà-la (sa. maṇḍala). Mạn-đà-la là việc miêu tả một cách rất chính xác và rõ ràng các "cung điện của thiên giới" với trung tâm là một hình vuông được bao bọc bằng một hình tròn trình bày một vị Phật hoặc Bồ Tát. Khu vực vây quanh - thường là một hình tròn - được một số hình tượng chiếm giữ tùy theo mô típ (các vị Phật, Bồ Tát, chư thiên, Hộ pháp, La-sát... hoặc Cao tăng) hoặc các biểu tượng khác (khí cụ được dùng trong lúc thực hiện nghi lễ, tòa kiến trúc, các mẫu hình trừu tượng). Phong cách của các Mạn-đà-la thường được bắt chước nghệ thuật Ấn Độ thời Cấp-đa và nghệ thuật Ấn Độ giáo. Mạn-đà-la xưa nay được dùng làm đối tượng thiền quán, giúp thiền giả tập trung vào mô típ nhất định và qua đó, tập trung vào nội dung giáo lý gắn liền với nó.
Song song với các Mạn-đà-la dưới dạng hình cuốn (xem thêm Thăng-ca) và tranh treo tường, một dạng đặc biệt khác cũng được phát triển, đó là Mạn-đà-la cát. Một Mạn-đà-la cát được nhiều tăng sĩ cùng nhau tạo trong phạm vi của một nghi lễ lớn nhất định nào đó. Thông thường, họ cần nhiều ngày liên tục để tạo Mạn-đà-la và sau khi hoàn tất thì nó bị phá hủy ngay - cát được gom lại và rắc xuống sông hay được chia nhỏ ra cho các Phật tử chiêm bái.
Mạn-đà-la cũng được dùng như một sơ đồ mặt bằng cho các cấu trúc trong một tự viện. Các cổng vào, chỗ ở, chỗ thắp hương niệm Phật và chính điện được sắp xếp như trong một Mạn-đà-la và người ta quả thực đã tạo nhiều sản phẩm nghệ thuật, đền thờ, tự viện không gian ba chiều theo những Mạn-đà-la mặt phẳng hai chiều.
Hình tượng tại Tây Tạng thường được tạo bằng gỗ hoặc kim loại, ít khi bằng đá. Sau thế kỉ 16, ảnh hưởng nghệ thuật Phật giáo Trung Quốc tăng dần.

#### Việt Nam

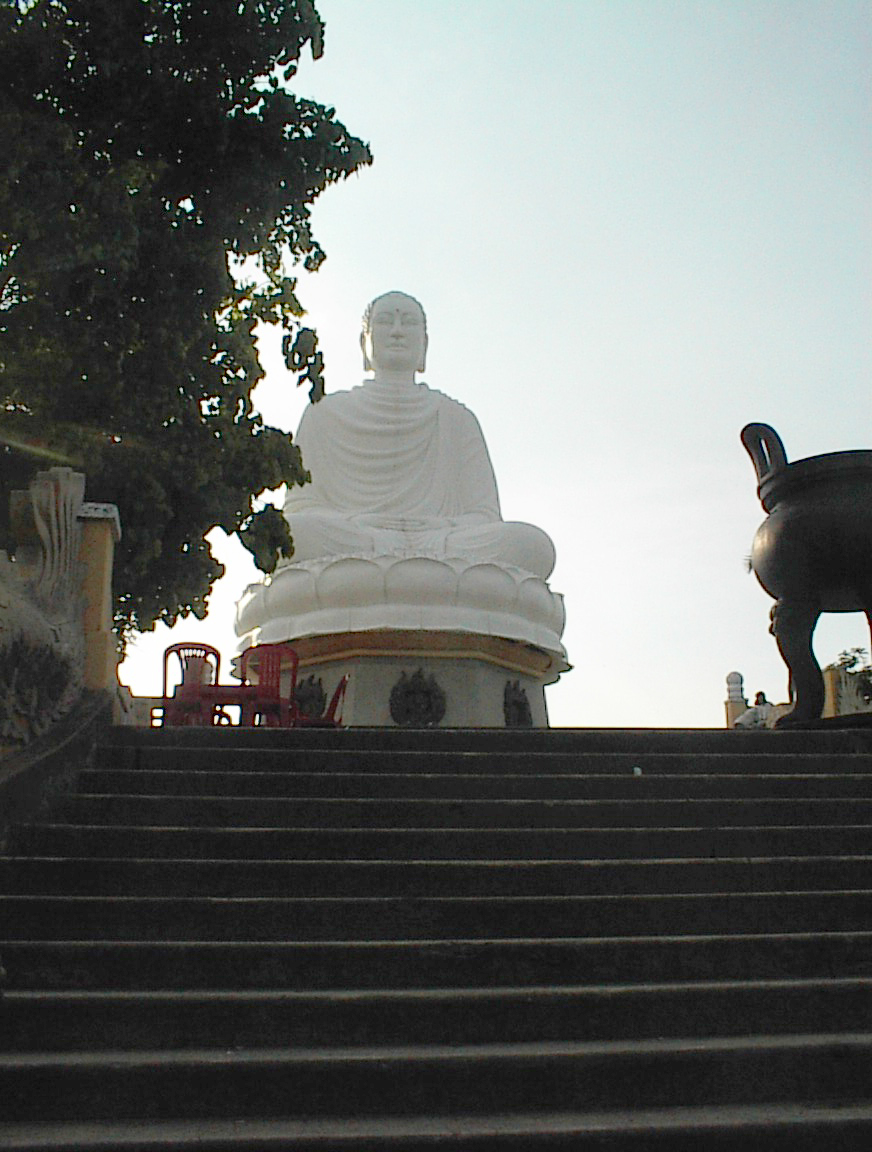
Tượng Phật tại chùa Long Sơn, Nha Trang, thế kỉ 20

Thiên Thủ Thiên Nhãn Quán Thế Âm tại chùa Bút Tháp, 1656

Tuy nằm trong khu vực Đông Nam Á cũng như thuộc về những nước Phật giáo Nam truyền về mặt địa lý, nhưng Việt Nam được xếp vào những nước theo Phật giáo Đại thừa, nghĩa là Phật giáo Bắc truyền. Từ thế kỉ thứ nhất đến thế kỉ thứ 9, Bắc Việt trực thuộc Trung Quốc và đã thừa kế truyền thống Nho giáo và Phật giáo Đại thừa từ xứ này - và cùng với Phật giáo, nghệ thuật Phật giáo cũng được truyền bá tại Việt Nam.
Tại miền Nam Việt Nam hiện nay - thời xưa một phần thuộc về vương quốc Phù Nam, một phần thuộc về vương quốc Champa - chịu ảnh hưởng văn hóa Ấn Độ du nhập trực tiếp bằng đường biển. Vì vậy, Phật giáo Đại thừa đã được biết đến rất sớm, nhưng tôn giáo chính ở đây vẫn là Ấn Độ giáo.
Phong cách nghệ thuật "Ấn Độ hóa" tại miền Nam - vốn có nhiều điểm giống với nghệ thuật Khmer thời kì Angkor. Cả hai đều chịu ảnh hưởng của nghệ thuật Java (Indonesia) - tồn tại đến thế kỉ 15, khi Champa bị Việt Nam xâm chiếm (1471), và cuối cùng, bị tiêu diệt hoàn toàn vào khoảng 1720. Nhiều di tích nghệ thuật của vương quốc Champa còn tồn tại, ví dụ như một số đền thờ (tháp Chàm) và hình tượng bằng đá cát. Ngoài ra, gỗ cũng sớm được dùng cho những tác phẩm nghệ thuật. Di tích cổ nhất là một bức tượng Phật bằng gỗ, được tạc trong thế kỉ thứ 6 và hiện đang được lưu giữ trong viện Bảo tàng Lịch sử tại Thành phố Hồ Chí Minh.
Đời nhà Mạc (1527-1592) và nhà Hậu Lê (1533-1788) được xem là thời kì vàng son của nghệ thuật Phật giáo. Tượng Quán Thế Âm nghìn tay nghìn mắt tại chùa Bút Tháp được nghệ nhân Trương Thọ Nam đúc vào năm 1656 là một trong những tác phẩm nghệ thuật Phật giáo quan trọng nhất của Việt Nam. Tuy có khác chút ít về chi tiết, nhưng tượng Quán Thế Âm tại chùa Bút Tháp có thể được xem là được đúc theo một mô hình Ấn Độ. Đây là bức tượng được triều đình cung tiến cho chùa, nên có sự đầu tư lớn và là bức tượng duy nhất trong hệ thống tượng cổ Việt Nam có ghi niên đại năm tạc, danh tính người tạc. Trên tượng có ghi: "Tuế thứ Bính Thân niên, thu nguyệt, cốc nhật doanh tạo. Nam Đông Giao Thọ nam tiên sinh phụng khắc". Tượng phối hợp cả hai dạng xuất hiện của Quán Thế Âm, đó là Quán Thế Âm Thập nhất diện đại bi thế tự tại (zh. 十一面大悲世自在, sa. ekādaśamahākāruṇika-lokeśvara) với 8 tay và Thiên thủ thiên nhãn thế tự tại (zh. 千手千眼世自在, sa. sahasrabhuja-lokeśvara) với gần 1000 cánh tay, đồng thời, trong lòng mỗi bàn tay đều có chạm một con mắt, làm cho bức tượng mang ý nghĩa kép. Những cánh tay ở đây vừa là ánh hào quang độ lượng của Phật, vừa tượng trưng cho những bàn tay dang ra cứu vớt đời, vừa là những con mắt thấu suốt coi sóc đến chúng sinh. (Riêng tượng Quan Âm ở chùa Mễ Sở, Hưng Yên thì có hơn 1000 cánh tay và mắt). Truyền thuyết kể lại rằng, khi nhìn nỗi khổ của chúng sinh trong địa ngục, ngài kinh hoảng đến mức đầu vỡ tung thành 10 mảnh. A-di-đà, vị Phật đỡ đầu của ngài, biến mỗi mảnh đầu vỡ đó thành một đầu (hoặc gương mặt) nguyên vẹn. 9 gương mặt hiền hậu, gương mặt thứ 10 là hung tợn vì người ta cho rằng, với một gương mặt hung tợn Bồ Tát dễ xua đuổi các loại tà ma. Gương mặt thứ 11 (hoặc nguyên hình tượng) là Phật A-di-đà. Trong tượng "nghìn tay nghìn mắt" (một con số lý tưởng không thể thực hiện được) thì mỗi tay của Quán Thế Âm cầm một con mắt, tượng trưng cho lòng đại bi của ngài, vốn không loại chúng sinh nào ra; cho biết là lòng quan tâm của ngài đi đến mọi nơi và ngài có đủ phương tiện để cứu độ tất cả chúng sinh đúng theo lời nguyện của một vị Bồ Tát. 

### Phật giáo Nam truyền

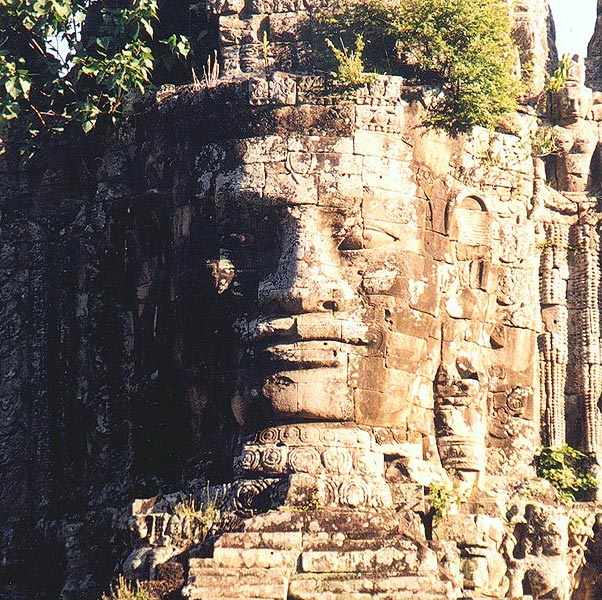
Angkor, tk. 12.

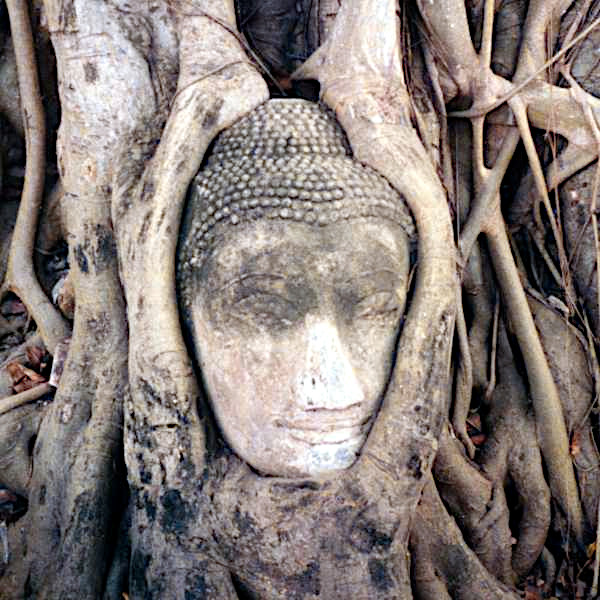
Ayutthaya, tk. 14-15.

Phật giáo được truyền sang Tích Lan vào thế kỉ thứ 3 TCN, và trong thiên niên kỉ đầu đã được truyền từ Ấn Độ đến các nước Đông Nam Á khác dọc theo đường biển từ Ấn Độ đến Trung Quốc. Đại thừa - ban đầu là tông phái chủ yếu ở đó - cũng như Thượng toạ bộ và Ấn Độ giáo đều có tín đồ ở Pagan (Miến Điện), Thái Lan hiện nay, Campuchia trước đây (Vương quốc Phù Nam), Việt Nam (Champa) và Indonesia. Trong khi Hồi giáo chiếm chỗ Phật giáo tại Indonesia và bán đảo Mã Lai thì khoảng giữa thiên niên kỉ thứ hai, Thượng toạ bộ có gốc từ Tích Lan trở thành tông phái chính tại Đông Nam Á. Cùng với những hệ thống tôn giáo Ấn Độ, ngôn ngữ và chữ viết (tiếng Phạn, tiếng Pali, chữ Thiên thành,...) cũng như các sắc thái nghệ thuật của tiểu lục địa Ấn Độ đã được phổ biến tại Đông Nam Á. Mối quan hệ trực tiếp với các thương gia và học giả từ các khu vực Ấn Độ sau hơn 1.000 năm đã gây ảnh hưởng rất nhiều đến sự phát triển văn hóa tại Đông Nam Á, nhưng mặt khác, các nền văn hóa tại đây cũng đã phát triển những phong cách, những truyền thống rất đặc thù để lưu lại đời sau.
Thế kỉ 1 đến thế kỉ 8: Trong thời gian này, các vương quốc lớn đầu tiên xuất hiện tại Đông Nam Á. Vương quốc Phù Nam được thành lập trên khu vực miền Nam Việt Nam và miền Đông Nam Campuchia. Về hướng Tây, khu vực Miến Điện bây giờ và vùng đất phía sau là vương quốc Môn. Các vương quốc này chịu ảnh hưởng của vương triều Cấp-đa. Ngoài những đồ tượng được tìm thấy (tượng Phật, bài vị thờ cúng) và những bia văn được viết bằng tiếng Phạn, người ta còn tìm thấy nhiều tranh tượng của các thần thể Ấn Độ giáo trong khu vực này.
Thế kỉ 9 đến thế kỉ 13: Vào khoảng thế kỉ thứ 9, trên các đảo miền Tây của Indonesia hiện nay xuất hiện hai vương quốc Sri Vijaya và Sailendra. Hai vương triều này đã sản sinh nhiều tác phẩm nghệ thuật và kiến trúc Phật giáo (xem Borobudur). Ở miền Bắc, vùng đại lục, thì vương quốc Khmer tại Angkor trở thành một vương quốc hùng mạnh, đứng ngang hàng với vương quốc Champa nằm phía Đông. Vương quốc Angkor và Champa ban đầu mang đậm sắc thái Ấn Độ giáo, nhưng lại có tính dung hòa, tìm cách kết hợp những thành phần Ấn giáo, Phật giáo và các truyền thống bản xứ. Cả hai đều phát triển những phong cách nghệ thuật giống nhau, có thể được kiểm nhận qua những công trình kiến trúc còn tồn tại. Vào cuối thời kì này, tất cả những vương quốc nêu trên đều chuyển sang Đại thừa Phật giáo, nhưng cuối cùng, kể từ thế kỉ 13 thì Thượng toạ bộ lại trở thành tông phái chủ yếu. Ngay những vương quốc mới phát sinh của dân tộc Thái là (Sukhothai và sau đó là Ayutthaya) phía Tây Angkor cũng lấy Thượng toạ bộ làm tông chỉ.
Từ thế kỉ 14: Trong khi Hồi giáo chiếm chỗ Phật giáo và Ấn Độ giáo gần như toàn vẹn ở những miền phía Nam của Malaysia, ở Indonesia và Philippines thì Phật giáo Thượng toạ bộ trên châu lục vẫn là tôn giáo chủ yếu, ngày càng được phát triển và phổ biến (Campuchia, Lào, Thái Lan, Miến Điện).

#### Tích Lan

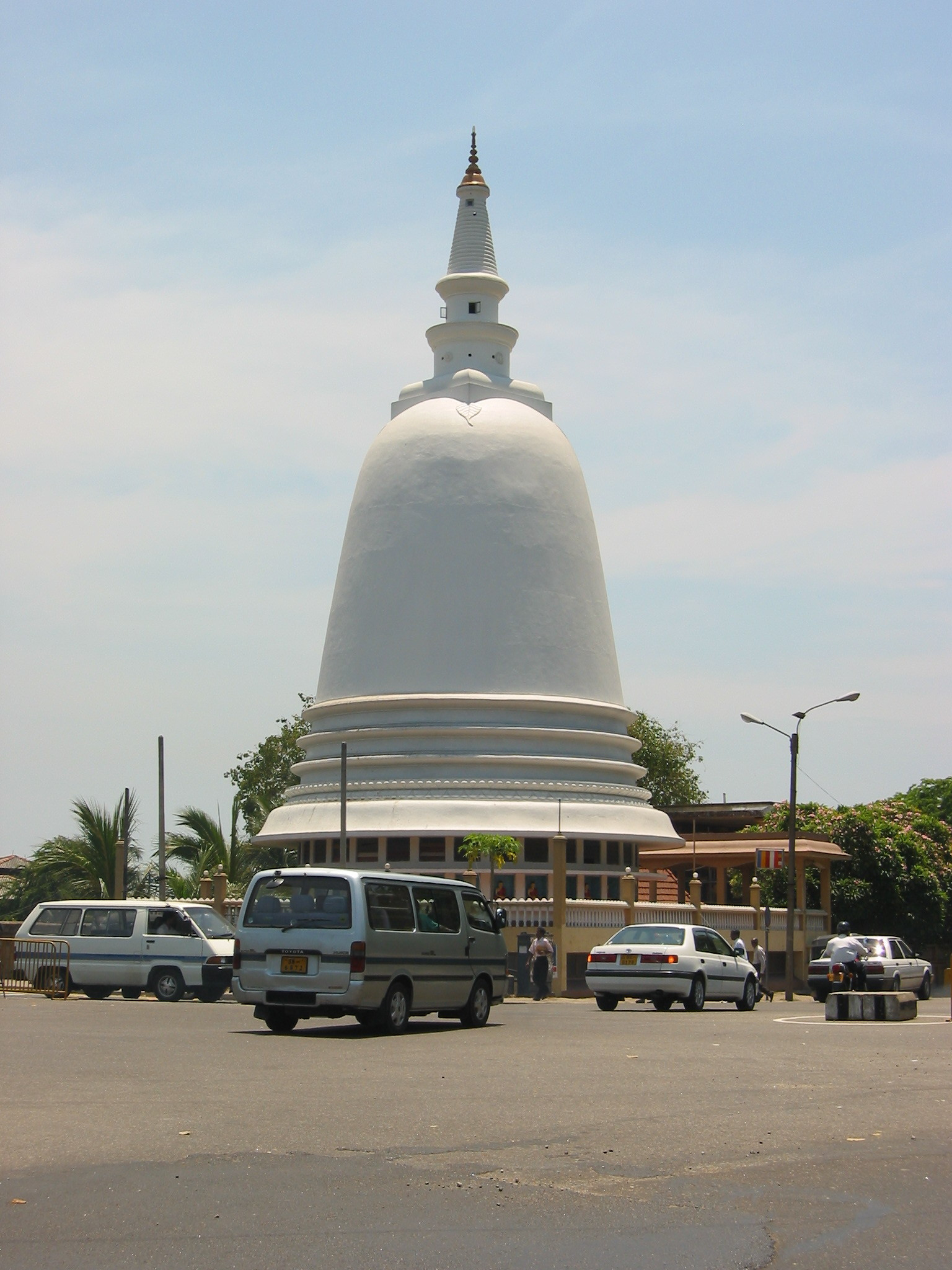
Dagoba tại Colombo, Tích Lan

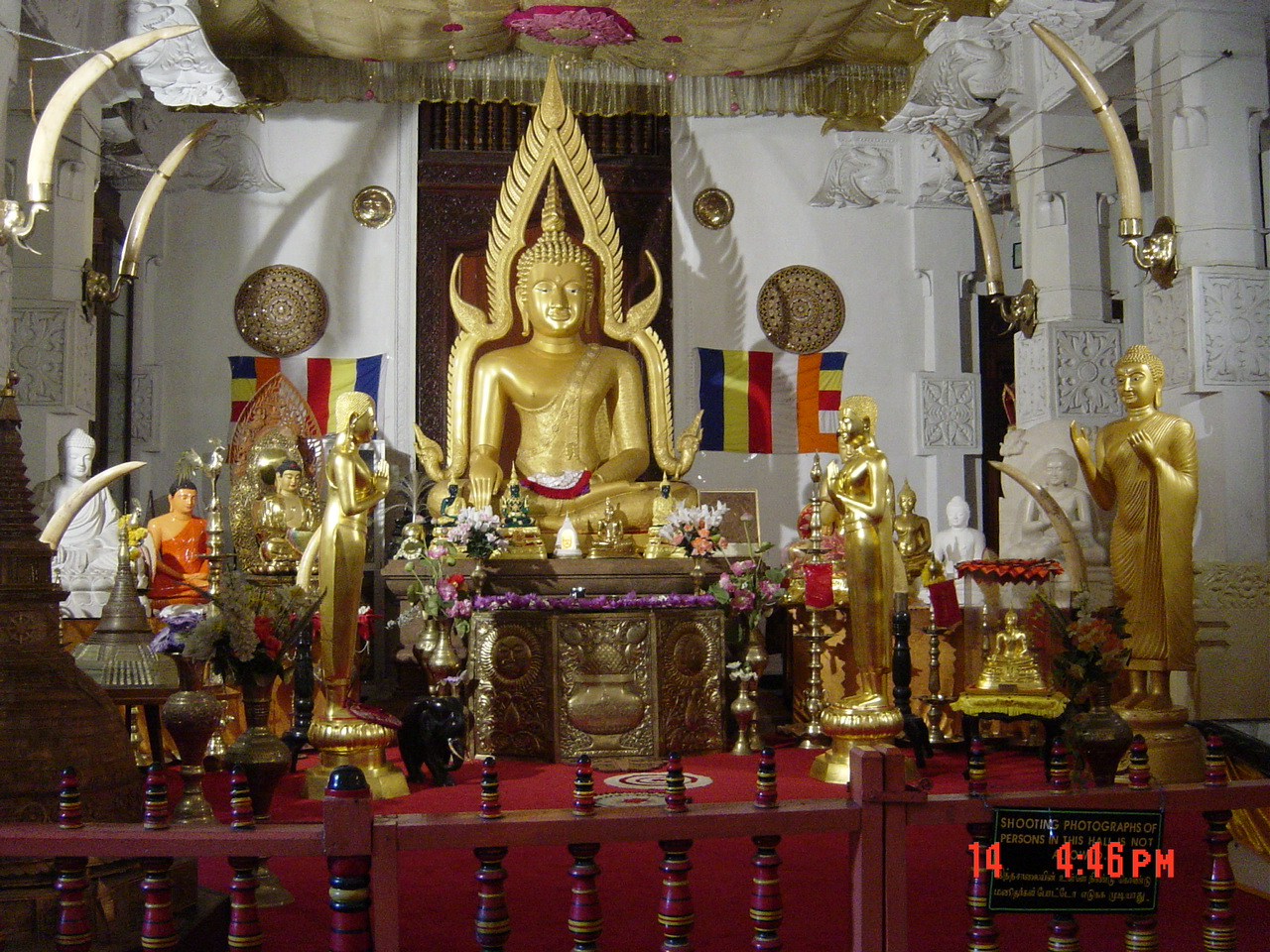
Bên trong "Chùa Răng Phật" (Dalada Maligava) tại Kandy, Tích Lan

Khi ảnh hưởng Phật giáo tại Ấn Độ giảm dần, vào khoảng cuối vương triều Cấp-đa, thì Thượng toạ bộ đã đạt vị trí vững chắc tại Tích Lan từ nhiều thế kỉ và cũng đã ảnh hưởng lớn đến nền văn hóa và nghệ thuật xứ này. Nơi đây, Xá-lợi đóng một vai trò đặc biệt trong truyền thống tín ngưỡng, ví dụ như một chiếc răng của Phật được bảo tồn trong tại Dalada Maligava, "Chùa Răng Phật", hoặc cây Bồ-đề trong một tự viện ở cố đô Anuradhapura, được xem là phát sinh từ một nhánh của cây bồ-đề mẹ tại Bồ-đề đạo trường (bodhgayā), nơi Phật Thích-ca thành đạo. Một thành phần mới xuất hiện trong lĩnh vực kiến trúc Phật giáo Tích Lan: Bodhighara, "đền thờ cây bồ-đề" và Āsanaghara, "đền thờ chỗ ngồi của Phật". Thay vì tôn xưng cây bồ-đề một cách trừu tượng như tại Ấn Độ thì giờ đây, một cây bồ-đề sống được tôn thờ ngay giữa Bodhi-Ghara.
Một trong những phát triển quan trọng nhất của nghệ thuật tôn giáo Ấn Độ là việc tiếp tục phát triển kiến trúc tháp-bà. Nguyên có dạng vòm cung bán nguyệt, giờ đây các bảo tháp được kéo dài lên trên, có hình chuông và được gọi là Dāgäba (thường được phát âm như Dagoba; nguyên là từ gốc Tích Lan, xuất phát bởi hai từ tiếng Phạn là dhātu, garbha). Các nghệ nhân không chạm trổ bên ngoài và trang trí các cổng đi vào như người Ấn, qua đó họ đề cao cao vẻ đẹp tổng thể giản dị của bảo tháp. Cùng với Thượng toạ bộ, kiến trúc bảo tháp của Tích Lan được phổ biến khắp Đông Nam Á và được xem là mô hình kiến trúc cho các Chedi tại Thái Lan và That tại Lào.
Người ta có thể tìm thấy những nét điêu khắc rất tinh tế trên những "nguyệt thạch", là các viên đá mỏng hình bán nguyệt được xếp đặt theo hình vòng cung trước ngưỡng cửa ra vào của các tự viện. Chúng cho thấy nhiều mô típ được chạm trổ rất đẹp và công phu như hoa, thực vật (sen, chùm nho, hoa, lá...) và thú vật (bò, voi, sư tử, ngan...). Ý nghĩa của chúng là cho người bước lên cảm nhận được sự biến chuyển trọng đại khi họ bước qua ngưỡng cửa vào chùa, đi vào một cõi nội tâm thanh tịnh sau khi gác qua thế giới hiện hữu với tất cả những gì hệ thuộc.
Tượng Phật tại Tích Lan chịu ảnh hưởng của nghệ thuật A-ma-la-bà-đề và Cấp-đa; Phật thường được trình bày dưới dạng ngồi thiền (thế ngồi Kết già phu toạ, hai tay xếp lại dưới rốn), nhưng cũng có lúc ngài nằm nghiêng bên phải, miêu tả thời điểm ngài nhập Niết-bàn

#### Miến Điện
Là láng giềng của Ấn Độ nên các khu vực của Miến Điện hiện nay đã sớm chịu ảnh hưởng của xứ này. Theo truyền thuyết thì người Môn, vốn cư trú từ khu vực biển Andaman phía Nam cho đến miền Bắc lấn tới vùng núi thuộc Thái Lan hiện nay, đã tiếp xúc với Phật giáo trong thế kỉ thứ 3 TCN qua sứ giả truyền giáo của vua A-dục. Các ngôi chùa cổ nhất ở đây được kiến lập từ thế kỉ 1-5. Nghệ thuật Phật giáo của người Môn chịu ảnh hưởng của phong cách Cấp-đa và những thời đại kế thừa. Cùng với việc di cư khắp vùng Đông Nam Á của người Môn thì phong cách nghệ thuật Môn cũng đã ảnh hưởng trực tiếp đến truyền thống của những nơi họ đến. Có hàng nghìn bảo tháp và tự viện đã được kiến tạo tại vương quốc Pagan từ thế kỉ 11 đến 13 và trong đó, trên 2000 di tích vẫn còn tồn tại đến ngày nay. Các viện bảo tàng tại Yangoon và Mandalay vẫn còn bảo tồn nhiều bức tượng được trang trí và mạ vàng rất tinh vi được kiến tạo trong thời kì này hoặc thậm chí trễ hơn nữa, sau khi Pagan bị quân Mông Cổ xâm chiếm (1287).

#### Indonesia

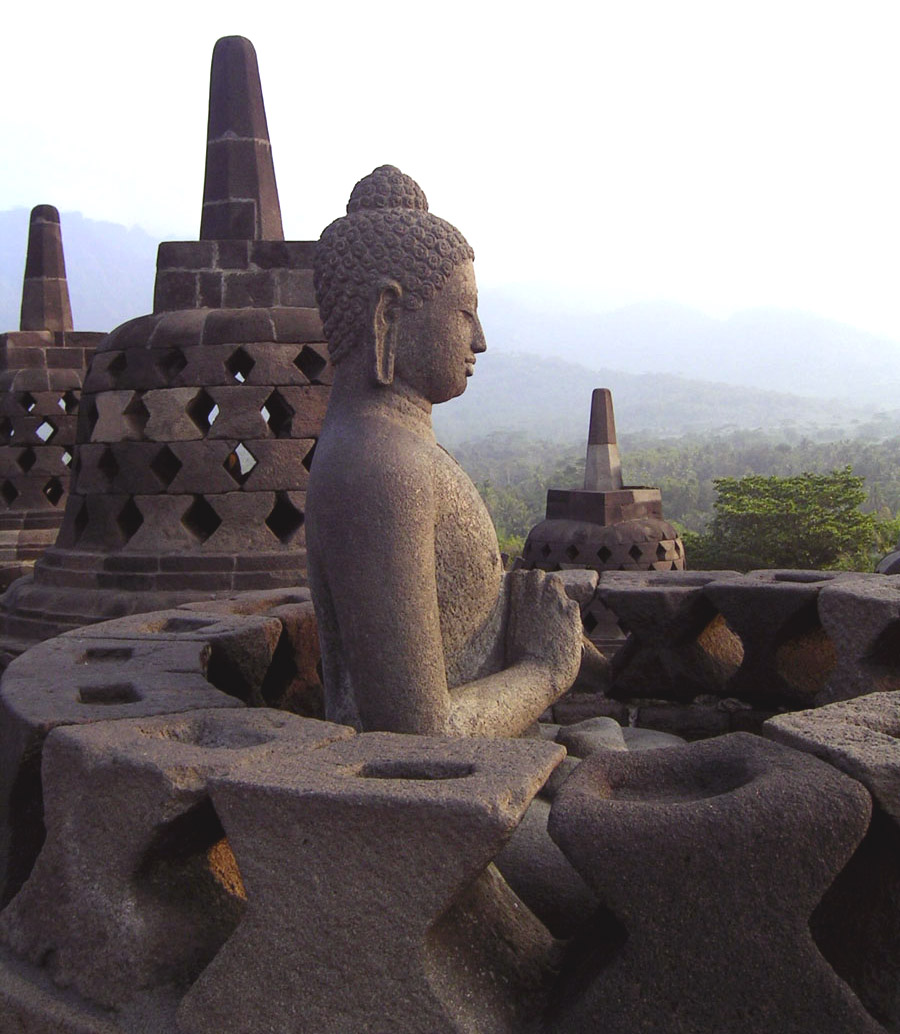
Borobudur, tk. 9

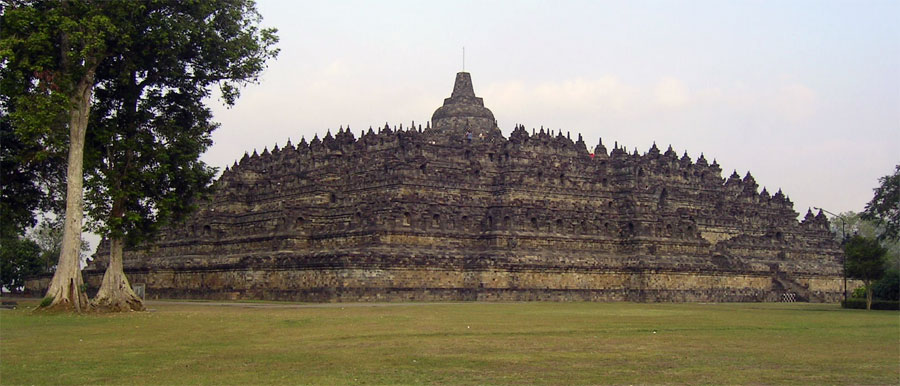
Borobudur nhìn từ xa

Từ thế kỉ 1, các nền văn minh Indonesia đã chịu ảnh hưởng của văn hóa Phật giáo Ấn Độ (đặc biệt là hai đảo lớn Java và Bali) và chúng sau này cũng ảnh hưởng đến nghệ thuật tạo hình của Đông Nam Á đại lục (kiến trúc, điêu khắc).
Trong khi các vương quốc tại Đông Nam Á lục địa như như Phù Nam và Angkor theo Ấn Độ giáo thì tại Indonesia, trung tâm Bali, vương quốc Phật giáo Sri Vijaya (~tk. 8 đến tk. 13) được hình thành. Vương quốc biển với khu vực cai trị lan rộng đến bán đảo Mã Lai này đã tiếp thụ truyền thống Đại thừa và Kim cương thừa dưới triều đại Sailendra. Những di tích quan trọng nhất của nghệ thuật Phật giáo Indonesia là hệ thống tự viện Phật giáo lớn nhất thế giới, được kiến lập trên một hòn núi tại Borobudur, và một bức tượng trình bày Bồ Tát Bát-nhã-ba-la-mật-đa rất đặc sắc.

#### Campuchia

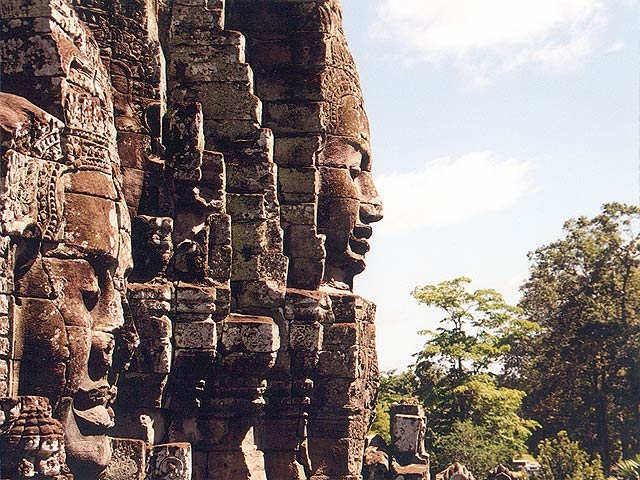
Gương mặt của Quán Thế Âm Bồ Tát được tạc trên các tháp tại đền Bayon tại Angkor, thế kỷ 12

Vào khoảng thế kỉ 1, một trong những vương quốc tồn tại sớm nhất tại Đông Nam Á đã ra đời trên khu vực Nam Việt Nam hiện nay và Campuchia, đó là Phù Nam. Vào thời hưng thịnh, biên giới phía Tây vương quốc này là Miến Điện và phía Nam là Mã Lai. Phù Nam là vương quốc sống bằng thương mại và nằm trên tuyến đường biển giữa Ấn Độ và Trung Quốc. Ấn Độ đặc biệt đã gây ảnh hưởng lớn: chữ viết, tôn giáo và nghệ thuật được tiếp nhận và cùng với sự hòa hợp với truyền thống bản xứ, nhiều phong cách biểu đạt đã phát sinh. Khác với trường hợp Phật giáo Bắc truyền, tư tưởng và nghệ thuật Phật giáo du nhập Đông Nam Á trực tiếp từ Ấn Độ bằng đường biển. Mặc dù Ấn Độ giáo là tôn giáo chủ yếu trong một thời gian dài, nhưng Phật giáo Đại thừa từ ban đầu cũng đã có nhiều tín đồ.

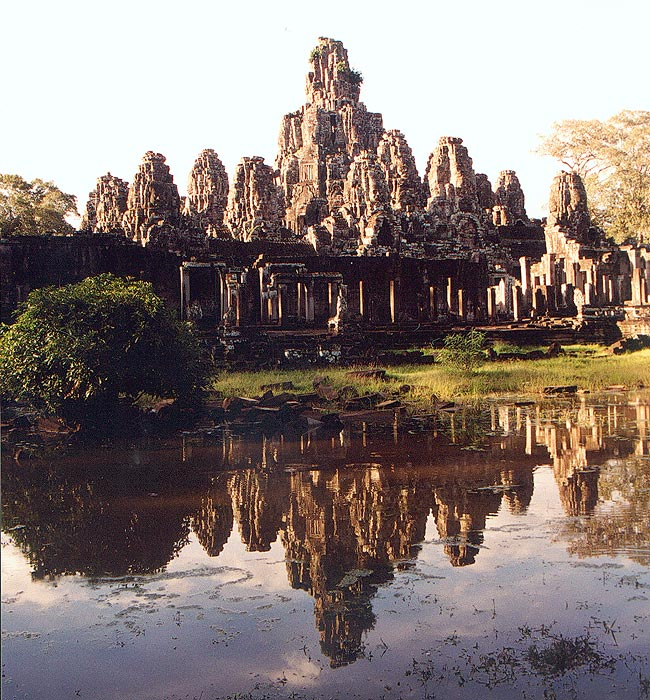
Đền Bayon tại Angkor, thế kỷ 12

Trong thế kỉ thứ 9, vương quốc Khmer xuất hiện trên khu vực Angkor, thừa kế vương quốc Phù Nam. Nơi đây, thần Thấp-bà (sa. śiva) và Tì-thấp-nô (sa. viṣṇu, là vị thần chính được tôn xưng tại di tích nghệ thuật Angkor Wat) là hai vị được tôn thờ nhiều nhất. Từ thế kỉ 12 trở đi, Phật giáo hưng thịnh dưới sự cai trị của vua Jayavarman VII. Nhiều công trình kiến trúc được thực hiện như đền Bayon với nhiều rất nhiều tháp nhỏ hệ thuộc và mỗi tháp đều được chạm khắc khuôn mặt Bồ Tát Quán Thế Âm (sa. avalokiteśvara) với chiều cao vài thước (ở đây được gọi là Lokeśvara, là Thế tự tại chủ, "đấng tự tại trên thế gian"), hoặc Đại học Phật giáo Ta Prohm được phụng hiến cho Bồ Tát Bát-nhã-ba-la-mật-đa. Nghệ thuật Khmer được phổ biến qua sự bành trướng của vương quốc Khmer trên các khu vực Đông Nam Á, trở thành phong cách tiêu chuẩn cho nghệ thuật Phật giáo Thái Lan, Lào và Champa (Việt Nam). Đặc điểm của tranh tượng Phật giáo tại Angkor là gương mặt thoát li thế gian của các vị Phật, các vị Bồ Tát cũng như tính rõ ràng của các nét thẳng không được trang trí như có thể thấy được tại Trung Quốc. Trong lúc giao thời của thế kỉ 13 và 14 thì Śrīndravarman lên trị vì, và ông cũng là quốc vương Khmer đầu tiên theo Phật giáo Nam tông là Thượng toạ bộ. Đồng thời, vương quốc Angkor cũng dần dần mất vai trò chủ yếu trên khu vực này, cũng một phần vì các vương quốc Thái ở biên giới phía Tây ngày càng lớn mạnh. Sự biến đổi này cũng để lại dấu tích trong nghệ thuật. Các công trình tự viện lớn đều bị đình chỉ và hình tượng Bồ Tát Quán Thế Âm được ưa chuộng trước đây giờ bị rơi vào lãng quên. Tượng Phật còn được tạo, nhưng chỉ được đúc bằng đồng hoặc vàng, không còn được tạc bằng đá. Về mặt phong cách thì các tượng Phật này giống các tượng tại Lào và Thái vốn có truyền thống theo Thượng toạ bộ: tượng thon, thanh nhã với những nét rõ ràng mạch lạc. Phong cách nghệ thuật này được xem là dấu ấn của nghệ thuật tôn giáo Campuchia cho đến ngày nay.

#### Thái Lan và Lào

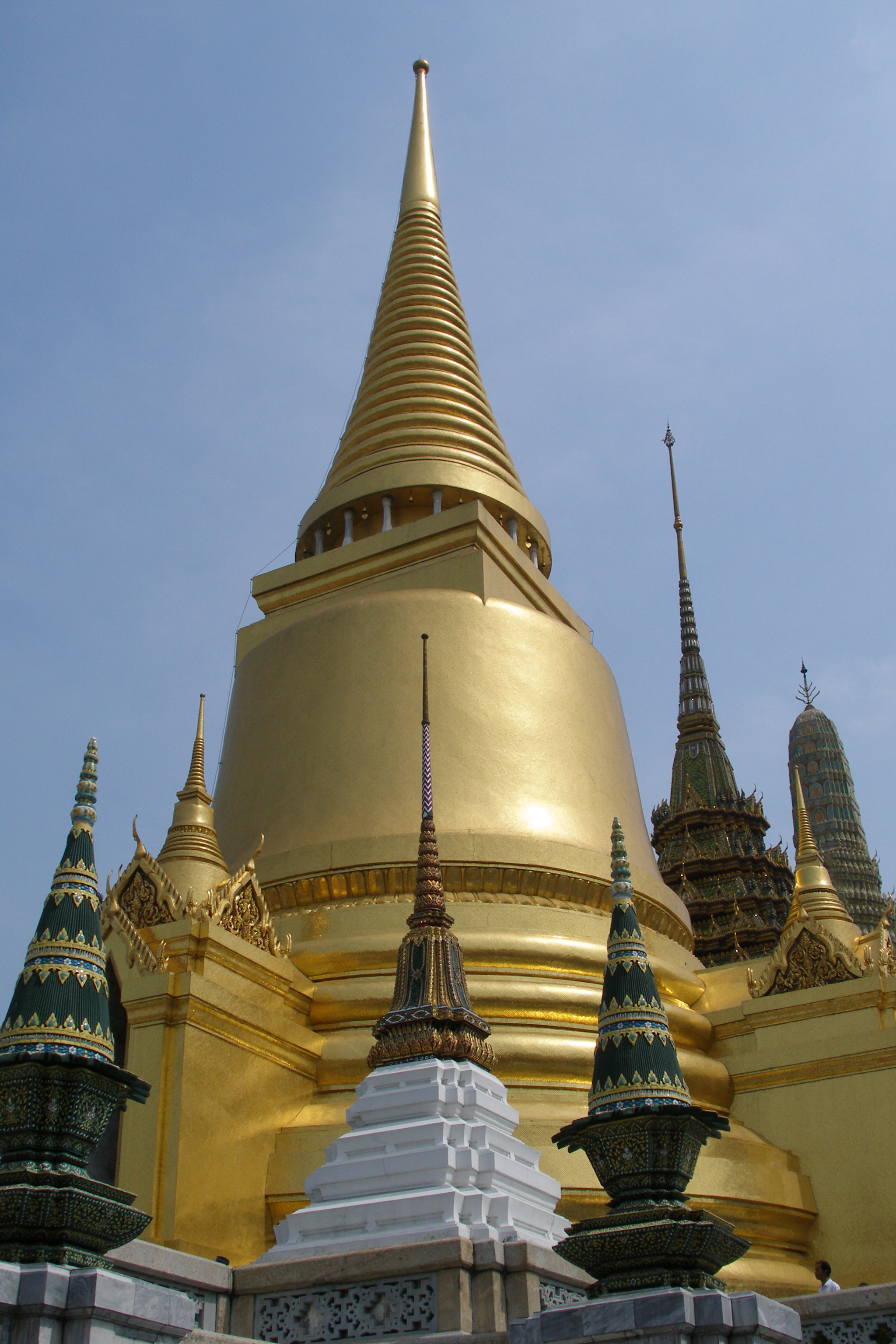
Tháp Vàng, Bangkok, Thái Lan

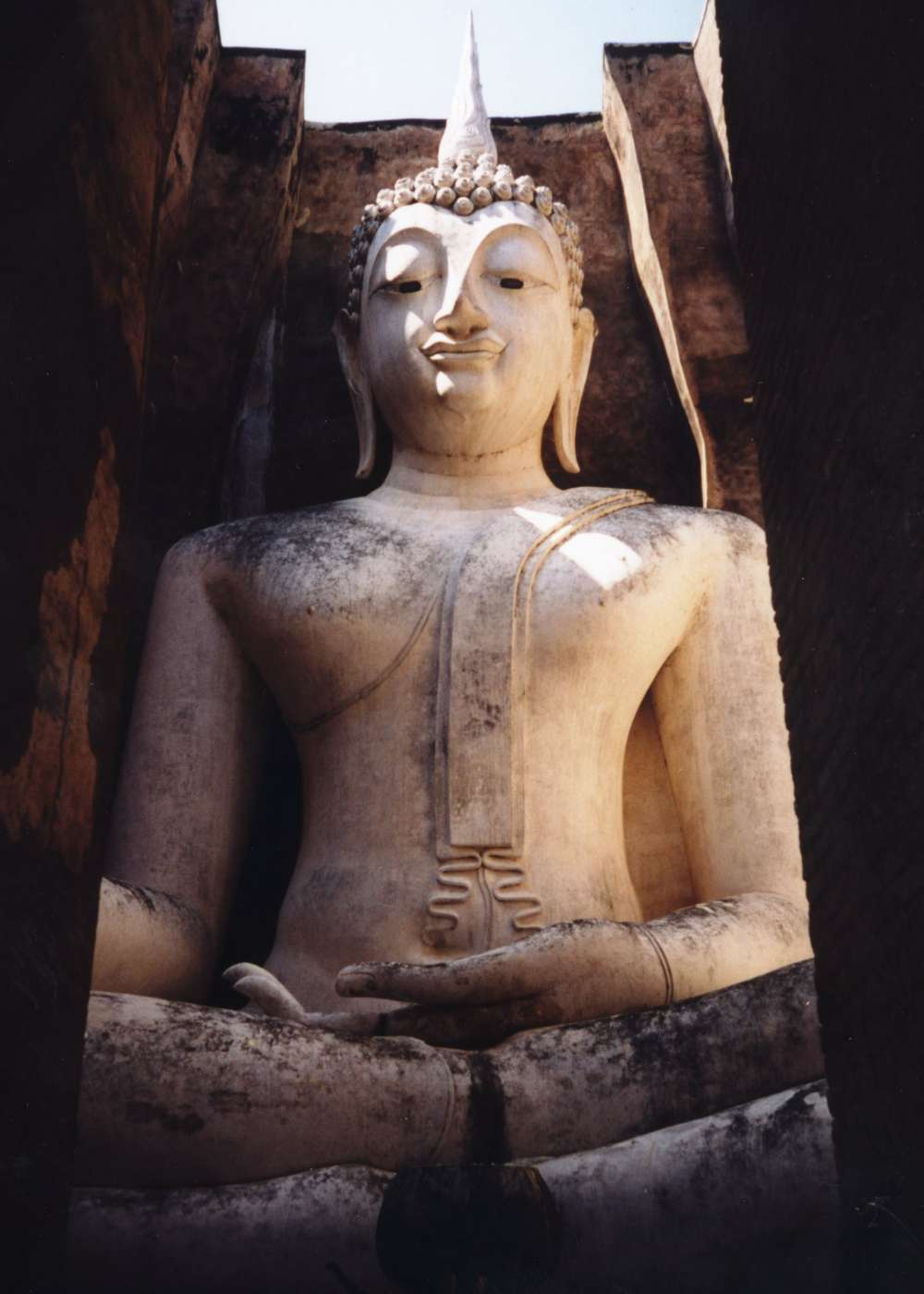
Sukhothai, tk. 14

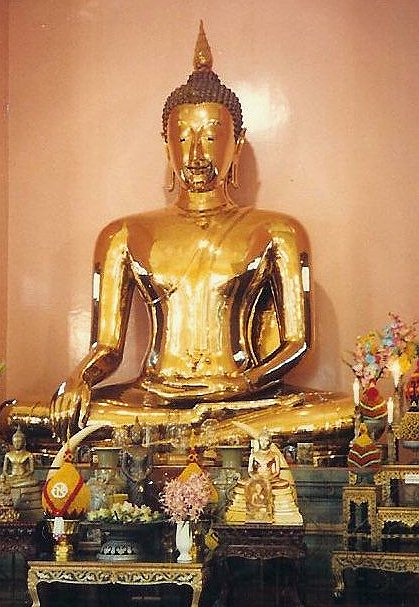
Sukhothai, tk. 14

Trong những vương quốc cổ trên địa phận Thái Lan hiện nay, đặc biệt là các vương quốc được dân tộc Môn sáng lập, đã có sự giao lưu văn hóa với Ấn Độ trên cơ sở thương mại. Tương tự trường hợp Miến Điện, nghệ thuật nơi đây chịu ảnh hưởng của thời đại Cấp-đa tại Ấn Độ. Một số hình tượng và kiến trúc đặc sắc được kiến tạo, ví dụ như bảo tháp (Chedi) của Nakhon Pathom, cao 127m, được xem là kiến trúc Phật giáo cao nhất thế giới.
Từ thế kỉ thứ 9 trở đi thì các truyền thống nghệ thuật Thái chịu ảnh hưởng của các vương quốc láng giềng như Angkor miền Đông và Sri Vijaya ở miền Nam. Trong thời gian này, Phật giáo Đại thừa là giáo lý chính, được thể hiện qua nhiều hình tượng của các vị Bồ Tát khác nhau.
Đầu thế kỉ 13, Thượng toạ bộ gốc Tích Lan lại được phổ biến và dần dần nắm ưu thế, tương tự như ở một số quốc gia khác thuộc khu vực Đông Nam Á. Đồng thời, vương quốc Sukhothai được kiến lập. Về mặt nghệ thuật thì người ta thấy được một sự chuyển biến từ phong cách giống nghệ thuật Khmer đến một phong cách biểu đạt rõ ràng, ít rườm rà, thậm chí có tính chất hình học trừu tượng. Các tượng Phật được biểu hiện với những sắc thái thanh nhã, trôi chảy, với pháp y trông như trong suốt và đầu hình oval với đỉnh đầu là một ngọn lửa (sa. ketumālā). Trong triều đại kế đến là Ayutthaya (tk. 14-18) thì mô típ này càng được trau chuốt tinh tế hơn, nhiều hình tượng thường được mạ vàng và được chạm gắn với đá quý. Thời kì này được xem là thời kì kiến lập phong cách và gây ảnh hưởng đến ngày nay. Một điểm đặc biệt của nghệ thuật Phật giáo Thái Lan là miêu tả Phật đang đi trong tranh tượng.
Sự xuất hiện và phát triển của nghệ thuật Phật giáo tại Lào có mối tương quan mật thiết với các vương quốc Thái láng giềng. Vật liệu được dùng cho các công trình kiến trúc và điêu khắc là gỗ, thường được sơn và vẽ. Đến thế kỉ thứ 15 thì các tác phẩm nghệ thuật ở đây rất giống các tác phẩm của Sukhothai. Nhưng kể từ thế kỉ 16 trở đi thì một phong cách đặc thù được xác lập: tượng Phật ngày càng thon dần với tay chân rất dài.

## Nghệ thuật Phật giáo đương đại

Tây Tạng, tk. 20

Nhìn chung việc sáng tạo chân dung, tranh, đồ tế lễ hoặc công trình kiến trúc ở các nước châu Á, nơi phần lớn có hơn ngàn năm văn hóa phật giáo, thường mang đậm dấu ấn truyền thống. Những đặc điểm chân dung của Đức Phật như tư thế cơ thể và các thủ ấn (sa. mudrā), một số chi tiết nhỏ như đôi tai và kiểu tóc cũng như các biểu tượng (bồ-đề thụ, liên hoa, pháp luân...) đều mang ý nghĩa tôn giáo thiêng liêng và hình thức biểu đạt không thay đổi. Các tác phẩm tranh tượng mới đều tuân theo những khuôn mẫu truyền thống, trong đó những yếu tố mang tính tượng trưng vốn đã có sẵn đóng vai trò chủ đạo chứ không phải là sự biểu đạt nghệ thuật mang dấu ấn cá nhân của người nghệ sĩ.
Bên cạnh nền nghệ thuật truyền thống này, nhiều phương thức biểu đạt hiện đại cũng đã phát sinh thông qua sự tiếp xúc với nền văn hóa Tây phương. Đặc biệt ở các nước như Nhật Bản, Thái Lan, Hàn Quốc hay Indonesia (Bali), nơi có sự giao lưu mạnh mẽ với các nền văn hóa Tây phương, các nghệ nhân lấy những mô típ có gốc từ hệ thống đồ giải Phật giáo, kết hợp nó một phần với các phương thức biểu đạt nghệ thuật Tây phương, một phần với sự phát triển kế thừa của phong cách nghệ thuật của địa phương. Qua đó, hình thái nghệ thuật này đã tạo nên được những tác phẩm nghệ thuật Phật giáo mới mẻ và hiện đại. Tuy nhiên, những tác phẩm mới này gần như luôn luôn chỉ là "nghệ thuật thuần túy", dĩ nhiên có nền tảng tôn giáo nhưng thường là để "trang trí" chứ không phải được tạo ra để phục vụ thực hành tín ngưỡng. Trong các tác phẩm nghệ thuật này, ở cả mảng điêu khắc lẫn hội họa, chân dung của Đức Phật, các biểu trưng Phật giáo hoặc các bức tượng được vẽ lại nhưng khuynh hướng sáng tác vị nghệ thuật cao hơn mục đích tôn giáo.
Phật giáo từ thế kỷ thứ 12 đã biến mất khỏi Ấn Độ, ngoại trừ một số khu vực trong dãy Himalaya. Mãi cho đến khi chính quyền thực dân Anh quan tâm đến các ngôi chùa phần lớn đã đổ nát hoang tàn này, người ta đã phát hiện và bắt đầu công việc trùng tu các chùa (tại Kiến-chí (kāñcī), A-chiên-đà (ajantā), chùa Đại Bồ-đề tại Bồ-đề đạo trường (bodhgayā)). Giữa thế kỷ 20 những người ủng hộ nhà cải cách Bhimrao Ramji Ambedkar (Bộ trưởng Tư pháp đầu tiên của đất nước Ấn Độ độc lập - người đã tuyên truyền rằng việc cải đạo sang Phật giáo là con đường giải thoát cho tầng lớp khốn cùng - Dalit - hay còn gọi là những người không được xếp vào tầng lớp nào trong xã hội) đã làm hồi sinh lại truyền thống đã và đang tiếp tục bị lãng quên. Cùng với phong trào này là sự bắt đầu các phương thức nhân bản và ghi lại các chân dung cổ của Đức Phật phục vụ cho mục đích thực hành tín ngưỡng. Tương tự, tại một số nước Phật giáo khác, đặc biệt là Nhật, Tây Tạng, Tích Lan (śrīlaṅkā) và Thái Lan, các phật tử dùng tranh tượng cúng dường để trang trí các chùa chiền mới được dựng theo mô hình kiến trúc cũ. Bên cạnh đó, ngay chính ở Ấn Độ việc vẽ các chân dung Phật cũng được bắt đầu khôi phục trở lại. Vì nền văn hóa Phật giáo mới của Ấn Độ còn tương đối non trẻ nên chưa có chuẩn tắc đồ giải (Ikonographie) đậm nét nào hình thành. Do đó, phong cách và các đặc trưng truyền thống được pha lẫn với phương thức biểu đạt đầy màu sắc của nghệ thuật thường nhật của Ấn Độ giáo tại đất nước này.